# 筑後川
筑後川（ちくごがわ）は、阿蘇山を水源として九州地方北部を東から西に熊本・大分・福岡・佐賀の4県を流れ有明海に注ぐ川である。
河川法に基づき国土交通省政令によって1965年（昭和40年）に指定された一級水系・筑後川水系の本流で、一級河川に指定されている。流路延長143.0キロメートル、流域面積約2,860平方キロメートルの河川で、規模としては九州地方最大の河川である。
筑紫次（二）郎（つくしじろう。“西国にある日本第2の大河”の意）の別名で呼ばれることもあり、利根川（坂東太郎）・吉野川（四国三郎）とともに日本三大暴れ川のひとつと言われる。また、上流部では田の原川・杖立川・大山川・三隈川とも呼ばれる（詳細は後述）。

## 地理
熊本県阿蘇郡南小国町の阿蘇山の外輪山、瀬の本高原に源を発する。大分県に入り、日田市で玖珠川を併せ西流。福岡県に入り筑紫平野を貫流する。久留米市西部あたりからは福岡県と佐賀県をまたぐように南西方向に流れるが、流路変更の影響で筑後川の北西側であっても福岡県であったり、逆に南東側であっても佐賀県であったりすることも多い。
筑後川における上流・中流・下流の区分については国土交通省河川局が作成した「筑後川水系河川整備基本方針」および「筑後川水系河川整備計画」で明記されている。すなわち、
- 上流：水源の瀬の本高原（熊本県阿蘇郡南小国町）から夜明ダム（大分県日田市・福岡県うきは市境）まで
- 中流：夜明ダムから筑後大堰（福岡県久留米市・佐賀県三養基郡（みやきぐん）みやき町境）まで
- 下流：筑後大堰から有明海河口まで

と区分される。上流部は新第三紀以降繰り返された阿蘇山噴火によって流出した阿蘇熔岩などの溶岩や安山岩などを主体とする地質となっており、火山礫・火山灰の堆積によって地層が複雑に形成されている。九酔渓や杖立渓谷など急峻（きゅうしゅん）な渓谷を形成する一方で日田盆地や玖珠盆地などの盆地も形成される。大分県と福岡県の境界を成す夜明渓谷を過ぎると中流部になるが、上流より筑後川が運搬した土砂によって沖積平野を形成。広大な筑紫平野の基を築いた。下流部も基本的には沖積平野であるが、佐賀平野および柳川市周辺における流域では大化の改新以降連綿と続いた有明海の干拓による人工的な陸地形成も進められて、現在の形となっている。

### 分水界
筑後川の分水界は、上流部では阿蘇外輪山の北麓を主体としており、瀬の本高原より筑後川本流が、九重山より玖珠川が源を発している。阿蘇外輪山北麓に降った雨は概ね筑後川あるいは玖珠川に合流する。
一方英彦山から朝倉山塊の南麓に掛けて降った雨は花月川などの支流となって筑後川に注ぐ。日田市で玖珠川を合わせ、夜明渓谷を過ぎると北の朝倉山塊と南の耳納山地に挟まれるように流れるが、この間朝倉山塊南麓と耳納山地北麓に降った雨は最終的に筑後川へと注がれる。
筑紫平野は特に久留米市や八女市において筑後川上流から運搬された土砂などが堆積、沖積平野を形成して成立したが、矢部川上流から運搬された土砂も筑紫平野の形成に寄与している。
このため筑後川と矢部川が運搬した土砂は相互に堆積しながら筑紫平野の一部である八女平野・柳川平野の広大なデルタ地帯を形成し、その中間に存在する八女市付近は緩やかな丘陵となって、筑後川水系と矢部川水系の分水嶺となっている。八女市北部を流れる広川や花宗川は筑後川に合流するが、八女市南部の小河川は矢部川に合流する。
一方佐賀県方面より筑後川に合流する支流の多くは概ね背振山地南西麓を水源とし、筑後川あるいは分流である早津江川へ最終的には合流する。
なお、人工的に分水界を越えて水路が形成された主な例としては朝倉山塊と背振山地の中間部における分水嶺を越える福岡導水、筑後川水系・嘉瀬川水系間を連結する佐賀導水、および筑後川支流の津江川と菊池川支流の迫間川を連結する津江分水がある。

### 交通

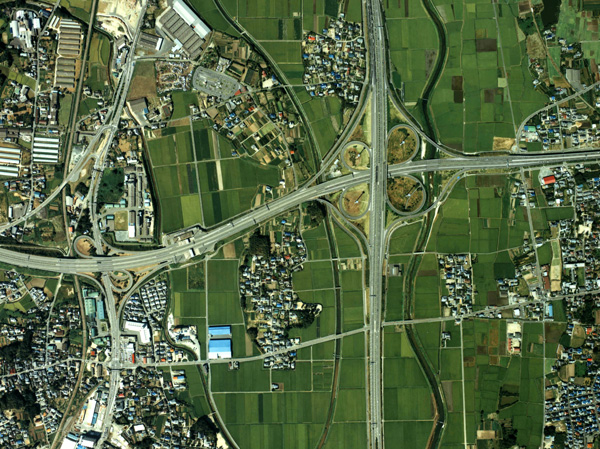
九州自動車道・鳥栖ジャンクション
縦に九州道が走り東へ大分道、西へ長崎道が分岐する。ジャンクションは宝満川支流である秋光川（右）・山下川（左）の間に挟まれる。画像は北が上となる。

筑後川は明治以前筑前国・筑後国・肥前国・豊後国の境界をなしており、軍事上の要衝として活用されていた。このため江戸時代は橋を架けることが厳禁とされ、代用交通として水運が発達（後述）し昭和後期まで利用されていた。
モータリゼーションが高度に発達した現在、流域は九州地方を縦貫・横断する道路と鉄道が交差する地域となっており、今もなお交通の要衝になっている。
流域を縦断するものとして道路では国道3号を筆頭に国道208号、国道211号、国道212号、国道322号、国道385号などの国道および県道と九州自動車道があり、横断するものとしては国道34号、国道210号、国道264号、国道386号などの国道および県道と大分自動車道、長崎自動車道がある。
鉄道ではJR鹿児島本線と西鉄天神大牟田線、九州新幹線が縦断し、JR久大本線と長崎本線、西鉄甘木線、甘木鉄道が横断している。九州地方における流通の大動脈が筑後川流域に集中しており、こうした交通網を利用した工業団地や流通団地が多く立地しているほか、福岡都市圏などへの通勤・通学客が多く利用する交通集中地帯でもある。
特に筑後川の支流である宝満川流域に位置する佐賀県鳥栖市と、筑後川南岸に位置する福岡県久留米市はこれら縦断・横断する道路と鉄道が交差する交通上の要衝になっている。鳥栖市の場合、道路では九州自動車道・鳥栖ジャンクションを基点に大分自動車道と長崎自動車道が東西に分岐。
国道も鳥栖市内で国道3号から国道34号が佐賀市・長崎市方面へ、国道500号が福岡県朝倉市方面へと延びている。
鉄道ではJR鳥栖駅から長崎駅・佐世保駅方面へ長崎本線が鹿児島本線より分岐する。久留米市の場合では、国道3号より大分県日田市方面へ向かう国道210号、福岡県嘉麻市方面へ向かう国道322号が東へ、佐賀市へ向かう国道264号が西へと延びる。また鉄道ではJR久留米駅より久大本線が鹿児島本線より、西鉄天神大牟田線は筑後川北岸の宮の陣駅で西鉄甘木線と分岐する。
鳥栖市と久留米市は筑後川を挟み直線距離にして10キロメートル足らずではあるが、九州地方の主要な国道・高速道路・鉄道が縦横に交差している。さらに2011年（平成23年）には九州新幹線が開通している。
しかしこの地域は筑後川が上流より土砂を運搬して形成した沖積平野で洪水に弱い土地となっており（後述）、1953年（昭和28年）6月の昭和28年西日本水害では筑後川の洪水で主要な交通機関がことごとく寸断されて福岡市と鹿児島市の間の陸路が完全に途絶した。このため経済・物流の面からも筑後川の治水安全度の確保が重要視されている。

## 名称の変遷
筑後川という名称は、現在水系名及び水系本流の名称として使用されているが、以前は時期によって様々な河川名称で呼ばれていた。また現在でも上流の大分県・熊本県流域において一般には通称で呼ばれている。

### 時代による変遷
筑後川は時代によっては千歳川・千年川（ちとせがわ）、一夜川（いちやがわ）、筑間川（ちくまがわ）とも呼ばれていた。
筑後川という名称が最終的に本流の名称として統一されたのは1636年（寛永13年）のことである。
最も古い文献に見られる千歳川・千年川であるが、鎌倉時代に編纂された夫木和歌抄の第24に収載された和歌にその名称が記され、江戸時代には『歌枕名寄』や『米藩（久留米藩）詩文選』にも詩歌に記されていた。
文明・天保年間に青柳種麿が著した『筑前続風土記拾遺』には「千年川は古名也」と記されており、筑後川が正式名称と決定した後も地元住民の間では別名として定着していたとされている。
一夜川については室町時代にその名称が初見されるが、この名称については後述する筑後川開発史にもあるように「洪水によって一夜にして豊穣な土地が荒地に変化する」という古くからの伝承によるものとされている。筑間川については江戸時代初期に筑前国と筑後国の中間を流れていたのが由来とされている。
筑後川という名称が正式名称となった経緯であるが、これには久留米藩の資料である『米府年表』と『石原家記』にその内容が記されている。
すなわち1636年に江戸幕府の命によって河川の名称を筑後川に統一せよという幕命が老中を通じて下った。ところが島原の乱が発生し久留米藩のみならず関係する福岡藩や佐賀藩、柳河藩も出陣命令が下ったので一旦保留となった。
乱の鎮圧後1638年（寛永15年）に改めて老中の命を受けた上使、松平若狭守と安藤但馬守が久留米藩重臣である有馬主水に「筑後川」の名称を使うよう通達したと記されている。
なお、この間に経緯について伝承がある。それは福岡藩家老と久留米藩家老が老中の列席する中で河川名の評定をしていた時、老中が「この川の名前はどのようにするか」と福岡藩家老に尋ねた所、件の家老は突然尋ねられたことから「筑前川」と答える所を口を滑らせて「あの筑後川は…」と答えてしまい、老中が「では筑後川に決める」と決定したというような内容である。
以上の経緯から、江戸幕府の命により1636年に筑後川に名称を統一する沙汰が下り、島原の乱終結後正式に決定したのである。しかしこの名称は筑前・筑後・肥前三国の国境を流れる河川に付けられた名称であり、上流である豊後国内では呼ばれなかった。

### 地域による変遷
筑後川本流及び最終的に筑後川へと合流する河川を全て包括した水系である筑後川水系は、1964年（昭和39年）の河川法改訂に伴い一級水系に指定された。水系の本流である筑後川は名称こそ1636年には中流・下流において統一されていたが、上流部では様々な河川名で呼ばれていた。そこで流域面積が最も広い大山川流域が筑後川本流とされ、長さで大山川を上回っていた玖珠川は支流とされた。現在、河川法の上で一級河川として指定されている筑後川の本流は、
上流端：熊本県阿蘇郡南小国町大字満願寺字中園台8894番地（田の原橋）
下流端：有明海の河口
までとされている。従って、法令や河川管理標識及び大分県内に存在する筑後川本流の河川工作物（松原ダム、大山川ダム、島内可動堰など）の諸元などはこの区間内については「一級河川筑後川水系筑後川」と正式には表示される。だが実際は地域によって様々な呼称がなされており、一般的には現在も使用されている。
まず水源である阿蘇山外輪山から熊本県阿蘇郡小国町中心部の志賀瀬川合流点までは「田の原川」と通称される。志賀瀬川合流後は「杖立川」（つえだてがわ）と通称され、松原ダム湖である梅林湖において津江川と合流した後に「大山川」と名前を再度変える。
さらに日田市内で玖珠川を合流すると今度は「三隈川」（みくまがわ）と名を変え、日田市内を流下する。そして花月川を合流すると筑後川になり、有明海に注ぐ。従って筑後川は水源から河口までの間、実に五回も河川名を変えることになる。国土地理院や出版社が発行する地図、及び河川標識では地元においてその河川名が定着している現状、通称が使われるケースが多い。
※筑後川は上流において大山川、三隈川などの名称が使用されるが、本記事では特記しない限り河川法上の名称である「筑後川」で表記を統一する。また河川名の筑後川と水系名である筑後川水系は厳密には別個の存在であるが、両者は密接な関係にあるので本記事では併せて説明する。なお河川等級・水系名については可読性の観点から省略する。

## 流域

筑後川水系の流域と主な支流・分流、ダム・堰

### 本流と流域自治体
筑後川本流は先に述べた通り、上流より田の原川・杖立川・大山川・三隈川と名を変え、大分県日田市の花月川合流点より筑後川の名称になるが、河川法上では田の原川源流の瀬の本高原から流れる河川が筑後川である。本流が流れる自治体は熊本県・大分県・福岡県・佐賀県の四県、9市3郡にまたがる。
| 通称     | 主要支流 ・分流                                                                  | 流域県 | 流域市郡                                          |
| -------- | -------------------------------------------------------------------------------- | ------ | ------------------------------------------------- |
| 田の原川 | 満願寺川（志津川） 志賀瀬川 小田川 馬場川                                        | 熊本県 | 阿蘇郡                                            |
| 杖立川   | 中原川 北里川 津江川                                                             | 熊本県 | 阿蘇郡                                            |
| 杖立川   | 中原川 北里川 津江川                                                             | 大分県 | 日田市                                            |
| 大山川   | 赤石川 玖珠川                                                                    | 大分県 | 日田市                                            |
| 三隈川   | 花月川 高瀬川 庄手川                                                             | 大分県 | 日田市                                            |
| 筑後川   | 大肥川 隈上川 佐田川 小石原川 巨瀬川 広川 宝満川 田手川 佐賀江川 花宗川 早津江川 | 大分県 | 日田市                                            |
| 筑後川   | 大肥川 隈上川 佐田川 小石原川 巨瀬川 広川 宝満川 田手川 佐賀江川 花宗川 早津江川 | 福岡県 | うきは市・朝倉市・久留米市 大川市・柳川市・三井郡 |
| 筑後川   | 大肥川 隈上川 佐田川 小石原川 巨瀬川 広川 宝満川 田手川 佐賀江川 花宗川 早津江川 | 佐賀県 | 鳥栖市・神埼市・佐賀市 三養基郡                   |

### 支流・分流と流域自治体

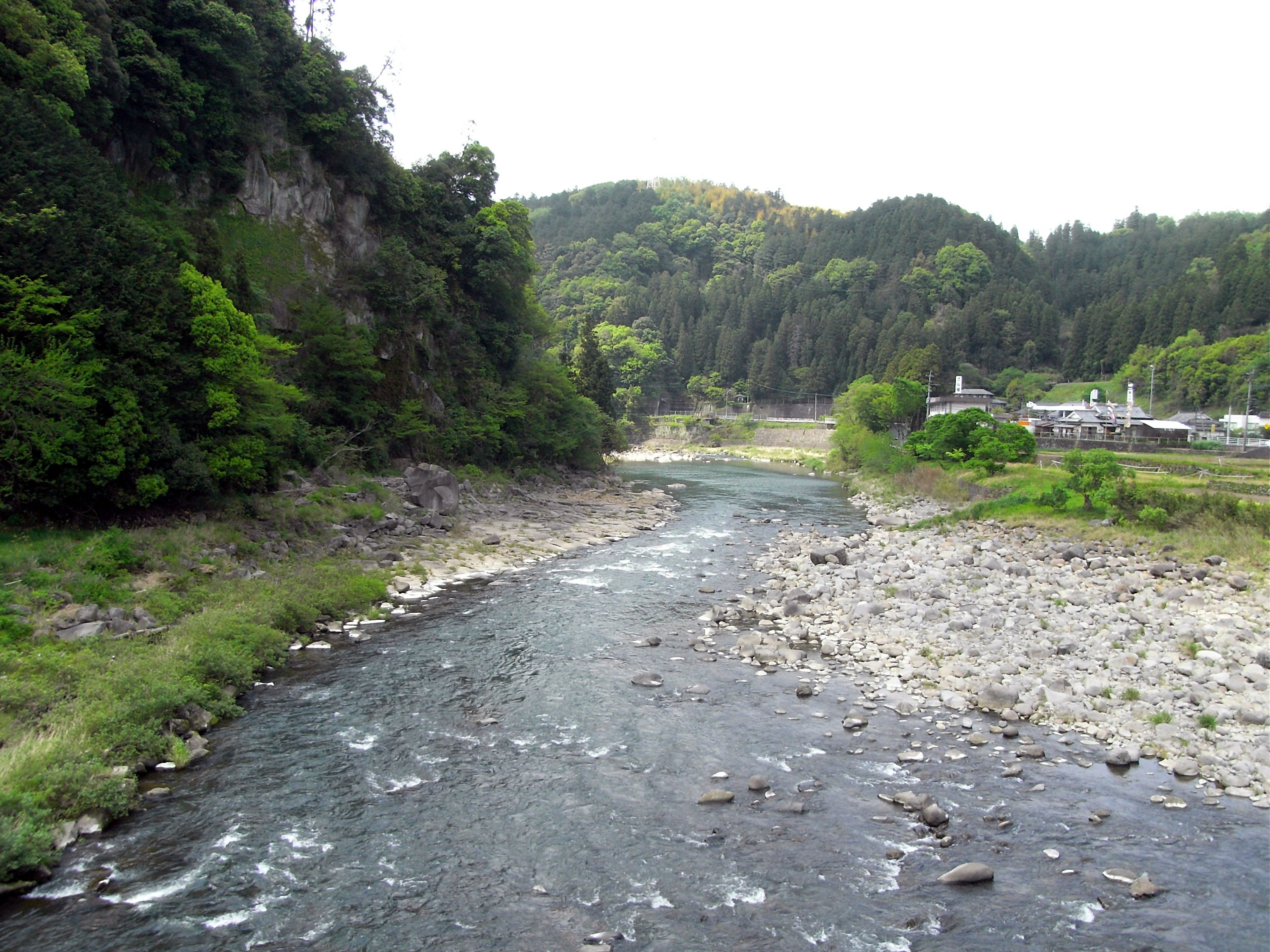
筑後川水系最大の支流・玖珠川。

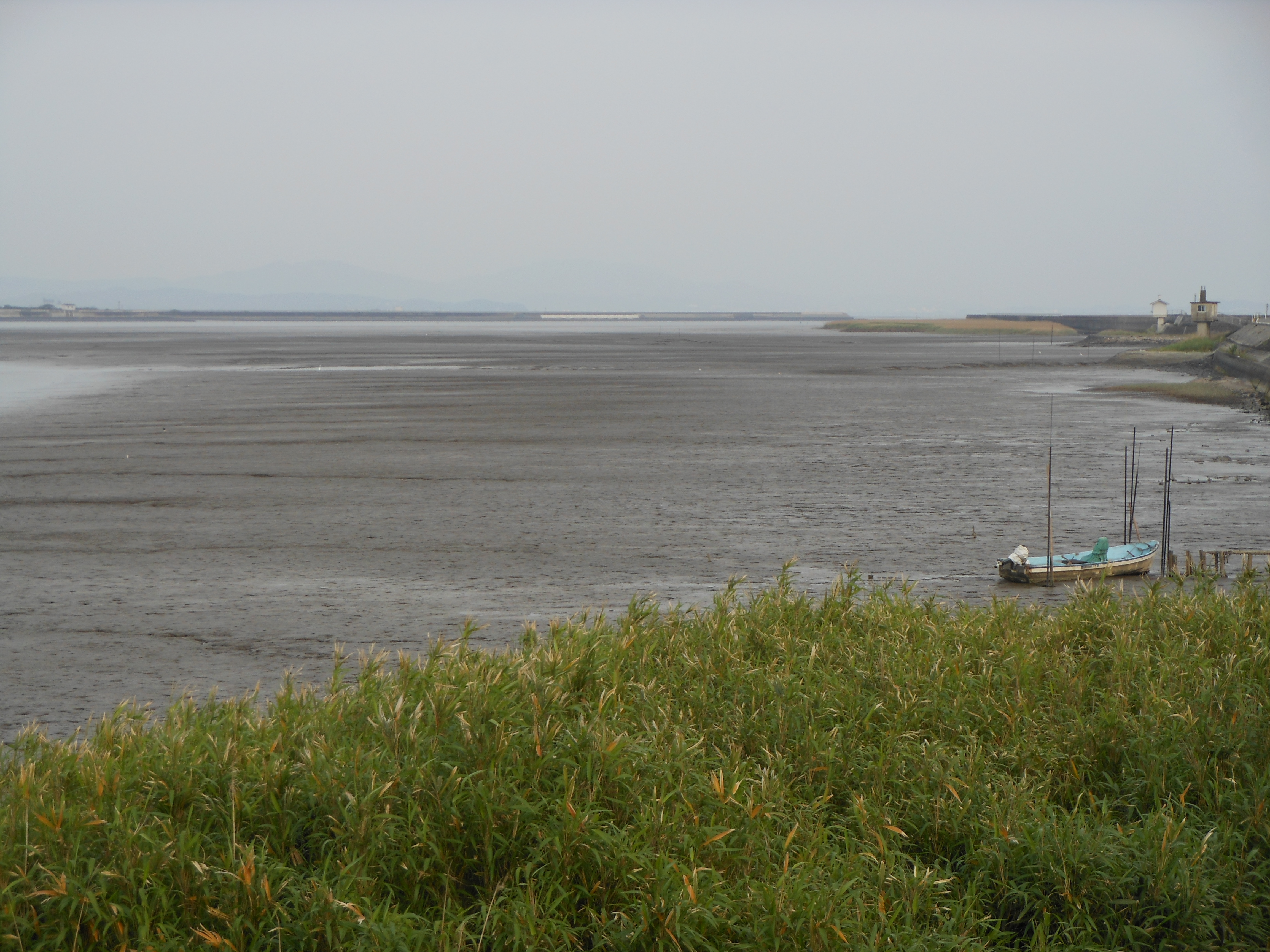
分流・早津江川下流では両岸に河川干潟が広がる。

筑後川水系において、最終的に筑後川に合流する支流の数は239河川に上り、九州地方の河川では第二位の大淀川水系をおよそ100河川も上回り群を抜いている。
支流の中で最大の河川は玖珠川（くすがわ）で、流路延長56.0キロメートル・流域面積530.5平方キロメートルとなっている。合流点より上流を見た場合筑後川本流（大山川流域）より流路延長は長いが、流域面積では下回っているため支流となっている。なお、これら支流のうち一級河川に指定されている支流は140河川に上る。
また分流も多く、河口付近で分流する早津江川（はやつえがわ）の他、中流部の日田市では隈川・庄手川に一旦分流して再度合流する。さらに大石分水路・原鶴分水路・千年分水路や諸富川など、筑後川治水事業の過程で建設された人工の分水路や旧流路も多い。なお、筑後川水系に存在する湖沼のほとんどは人造湖またはため池である。
| 河川     | 流路延長 (km) | 流域面積 (km2) | 主要支流                                           | 主要湖沼                     | 流域県           | 流域市郡                                          |
| -------- | ------------- | -------------- | -------------------------------------------------- | ---------------------------- | ---------------- | ------------------------------------------------- |
| 津江川   |               |                | 鯛生川 上野田川                                    | 蜂の巣湖                     | 熊本県           | 阿蘇郡                                            |
| 津江川   | 大分県        | 日田市         | 鯛生川 上野田川                                    | 蜂の巣湖                     |                  |                                                   |
| 玖珠川   | 56.0          | 530.5          | 町田川 野上川 松木川                               | 地蔵原貯水池 松木ダム湖      | 大分県           | 日田市・玖珠郡                                    |
| 花月川   |               | 125.9          | 小野川 有田川                                      |                              | 大分県           | 日田市                                            |
| 大肥川   |               | 76.8           | 宝珠山川 鶴河内川                                  |                              | 福岡県           | 朝倉郡                                            |
| 大肥川   | 大分県        | 76.8           | 宝珠山川 鶴河内川                                  | 日田市                       |                  |                                                   |
| 隈上川   |               | 70.1           | 小塩川                                             | 合所ダム湖                   | 福岡県           | うきは市                                          |
| 佐田川   | 25.5          | 73.0           | 疣目川                                             | 美奈宜湖                     | 福岡県           | 朝倉市・三井郡                                    |
| 小石原川 |               | 84.4           | 山見川 二又川                                      | 上秋月湖                     | 福岡県           | 朝倉市・朝倉郡・三井郡                            |
| 巨瀬川   | 27.0          | 84.7           | 持木川 南新川                                      | 藤波ダム                     | 福岡県           | うきは市・久留米市                                |
| 宝満川   |               | 172.3          | 山口川 山家川 草場川 大木川 安良川 秋光川 新宝満川 | 天拝湖 山神ダム湖 大木ダム湖 | 福岡県           | 筑紫野市・朝倉市・小郡市 久留米市・朝倉郡・三井郡 |
| 宝満川   | 佐賀県        | 172.3          | 山口川 山家川 草場川 大木川 安良川 秋光川 新宝満川 | 天拝湖 山神ダム湖 大木ダム湖 | 鳥栖市・三養基郡 |                                                   |
| 広川     |               | 74.6           | 長延川                                             | 広川ダム湖                   | 福岡県           | 久留米市・八女市・八女郡                          |
| 田手川   | 21.0          | 56.4           |                                                    |                              | 佐賀県           | 神埼市・神埼郡                                    |
| 佐賀江川 | 13.0          | 157.0          | 城原川                                             |                              | 佐賀県           | 佐賀市・神埼市                                    |
| 佐賀江川 | 13.0          | 157.0          | 城原川                                             | 福岡県                       | 久留米市         |                                                   |
| 花宗川   |               | 39.4           |                                                    |                              | 福岡県           | 八女市・筑後市・大川市 三潴郡                     |
| 早津江川 | 6.0           |                |                                                    |                              | 佐賀県           | 佐賀市                                            |
| 早津江川 | 6.0           | 福岡県         | 大川市                                             |                              |                  |                                                   |

## 筑後川開発史
筑後川は先述の通り1636年に河川名が現在の「筑後川」となるまでは「千歳川」や「筑間川」等と呼ばれていたが、「一夜川」とも呼ばれていた。
その意味は洪水により一夜にして流域が荒廃してしまうとの意味であり、筑後国の租が1年免除されたと記録される806年の洪水から近代河川整備が本格的に行われるようになった1889年（明治22年）の洪水までの間には、実に183回もの大水害が発生している。これは本流・支流の水源地の地質が安山岩等の透水性の低い火山岩地質であること、上流部が急勾配である反面下流は緩勾配で下流部は溢水し易い地形が災いしている。
だが、流域は肥沃な穀倉地帯でもあり、流域の治水・利水は古くから間断なく行われている。

### 開拓と藩政下の治水

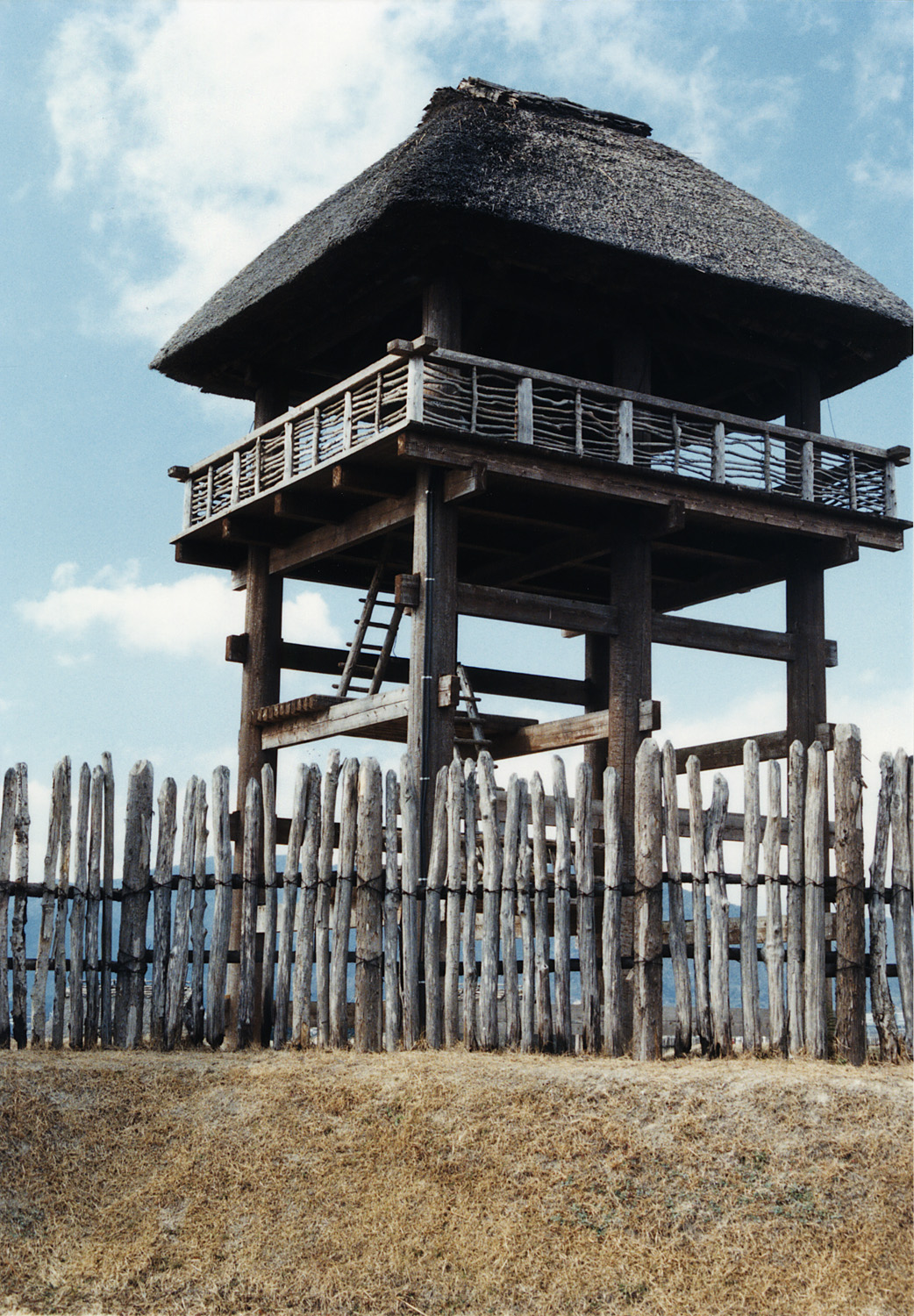
筑後川流域における歴史の第一歩を踏み出した吉野ヶ里遺跡（佐賀県）。

筑後川流域に人の営みが培われるようになったのは縄文時代末期の紀元前400年頃と推定される。当時筑紫平野の大部分は海であり、筑後川河口も当時は背振山地南部に偏っていたとされている。
この地に大規模な環濠集落である吉野ヶ里遺跡が誕生し、以後弥生時代中期の3世紀まで約700年もの間栄えた。その後海退期を迎えて海岸線が徐々に南西へ移り、筑後川本流・支流の土砂運搬も相まって次第に沖積平野である筑紫平野が形成された。大化の改新で班田制が施行されると有明海の干拓が開始され、現在の柳川市から佐賀平野に掛けての筑後川下流では条里制による整然としたクリークが引かれるようになったが、墾田永年私財法により土地私有が認められ班田制が崩壊し荘園が形成されると、それらクリークも雑然と整備されるようになった。鎌倉時代以降室町時代末期まで筑後川流域は少弐氏や大友氏、大内氏、龍造寺氏、島津氏が相次いで支配し、筑後川の戦いを始めとして戦乱が多く繰り返されたが、筑後川の開発については見るべきものがなかった。
筑後川の開発が積極的に行われるようになったのは豊臣秀吉が全国統一を果たした安土桃山時代末期、筑後川の中州開拓からである。1592年（天正20年）緒方将監は道海島を開拓するために入部し、肥前国住民からの妨害にも負けず1610年（慶長15年）に18年の歳月を掛けて開墾に成功した。
1605年（慶長10年）からは肥後国菊池氏の末裔である菊池十左衛門が浮島を、1610年からは筑後国三潴郡（みずまぐん）住人三郎左衛門が大野島の開拓を行い新田を開墾した。これらの島は筑後国領域と認定され、現在でも福岡県の一部となっている。1622年（元和8年）には柳河藩貨幣方だった三潴郡の豪商・紅粉屋七郎左衛門が干拓によって80町歩を開拓している。
この頃干拓地は『搦』（からみ）、または『開』（ひらき）と呼ばれていた。『搦』については干拓堤防の中心となる杭に竹などの枝を絡み付ける技法から、『開』は開拓・開墾・開発から語源が来ていると考えられている。
治水事業は江戸時代初期より藩主導で開始されている。1600年（慶長5年）の関ヶ原の戦いにおいて筑後では久留米城主の小早川秀包と柳河城主の立花宗茂が西軍に加担したため改易され、代わりに石田三成を捕縛する大功を立てたことにより田中吉政が筑後一国・柳河32万石の国主として1601年（慶長6年）に入部したが、吉政は早くも筑後川の改修に取り組んだ。1606年（慶長11年）から13年の歳月を掛けて瀬の下地区（久留米市）の蛇行を解消するべく筑後川の流路をショートカットする瀬の下捷水路（しょうすいろ）を開削し、筑後川の流路を変更した。田中忠政が無嗣により改易された後久留米21万石の藩主となった有馬豊氏は引き続き河川整備を行い、寛永年間（1624年～1643年）に安武堤防を築堤した。
一方、肥前佐賀藩執政・鍋島直茂の重臣で中世土木史にその名を刻む成富茂安（なりどみ・しげやす）は蛤岳から那珂川の支流である大野川へ流下する水を、水路により山地の周囲を回らせて田手川へ導水する「蛤水道」を1626年（寛永3年）に完成させ、神埼郡の灌漑を図った。
しかしこれにより逆に福岡藩側の水の便が悪くなり大野川が枯れた。これに抗議すべく福岡藩側の「お万」と言う女性が築堤を壊そうとし、母子ともに滝に身を投げたと言う逸話も伝わる。
その後茂安は水路の溢水対策として「野越し」と言うオーバーフローを設け、増水時には大野川にも配水するようにした。また、茂安は三根郡・養父郡（やぶぐん）・基肄郡（きいぐん）を水害から守るため1643年（寛永20年）に筑後川右岸に12キロメートルの二重堤防を築堤した。
これは「千栗（ちりく）堤防」と呼ばれ現在は河川改修により残っていないが、築堤以来300年近くにわたり堤防決壊などが起こらず、地域住民を水害から守った。このため茂安の名は同郡では大変な尊敬をもって迎えられ、かつて同郡内には茂安の名にちなんだ北茂安村・南茂安村が存在したほどであった。
また、水制として水刎（みずはね）・荒籠（あらかご）などが各所に設置されたが、荒籠は水流に対して直角に設置して水流を弱めるため対岸の護岸を削る副作用があり、これが原因で上流部では福岡藩と久留米藩が、下流部では佐賀藩と柳河藩が対立。各藩が勝手に水制を設置したことにより却って洪水被害が増幅する皮肉な結果を導いた。

### 筑後川四堰

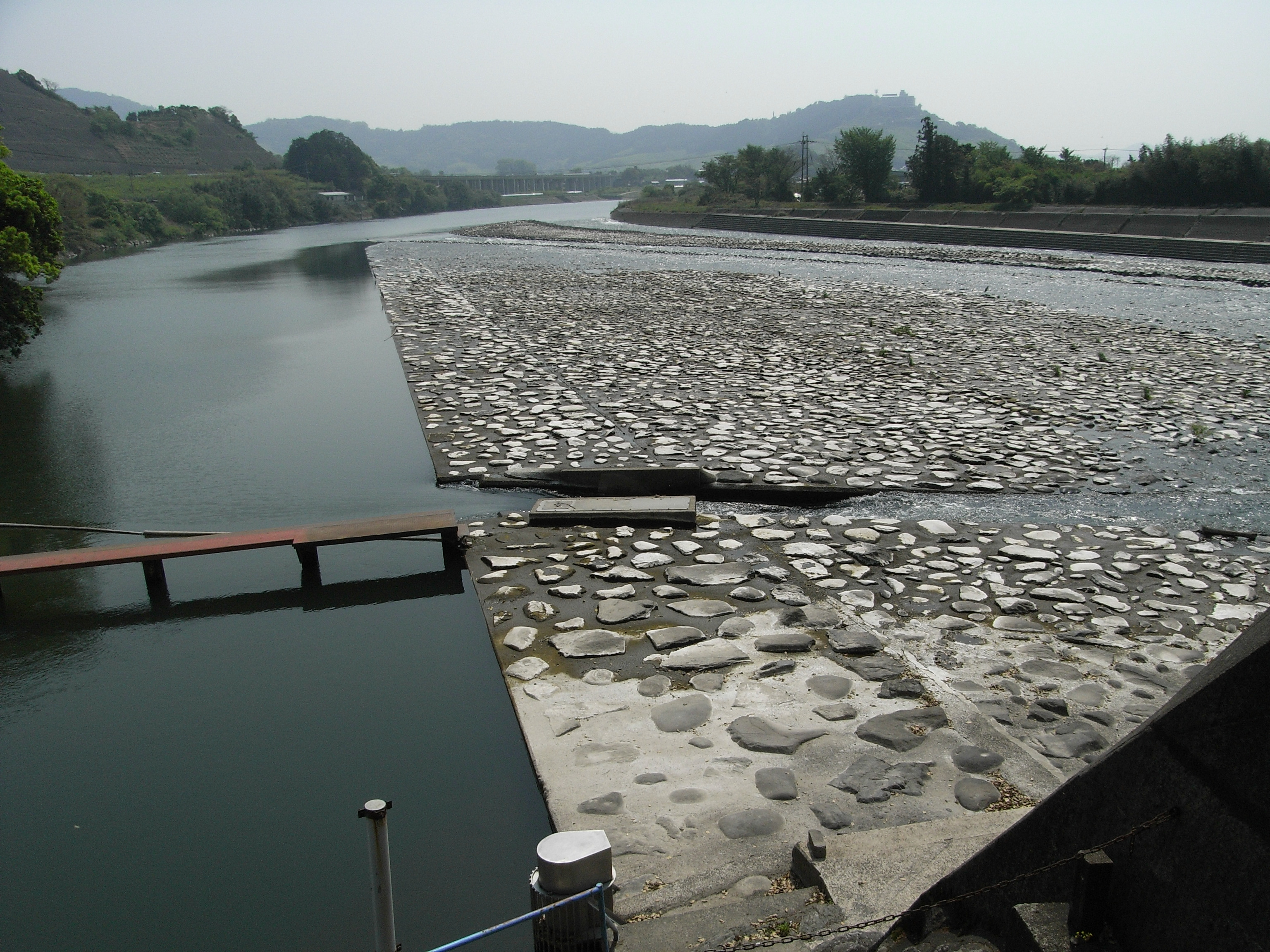
古賀百工により大改築が行われた山田堰。手前より堀川用水が取水される。

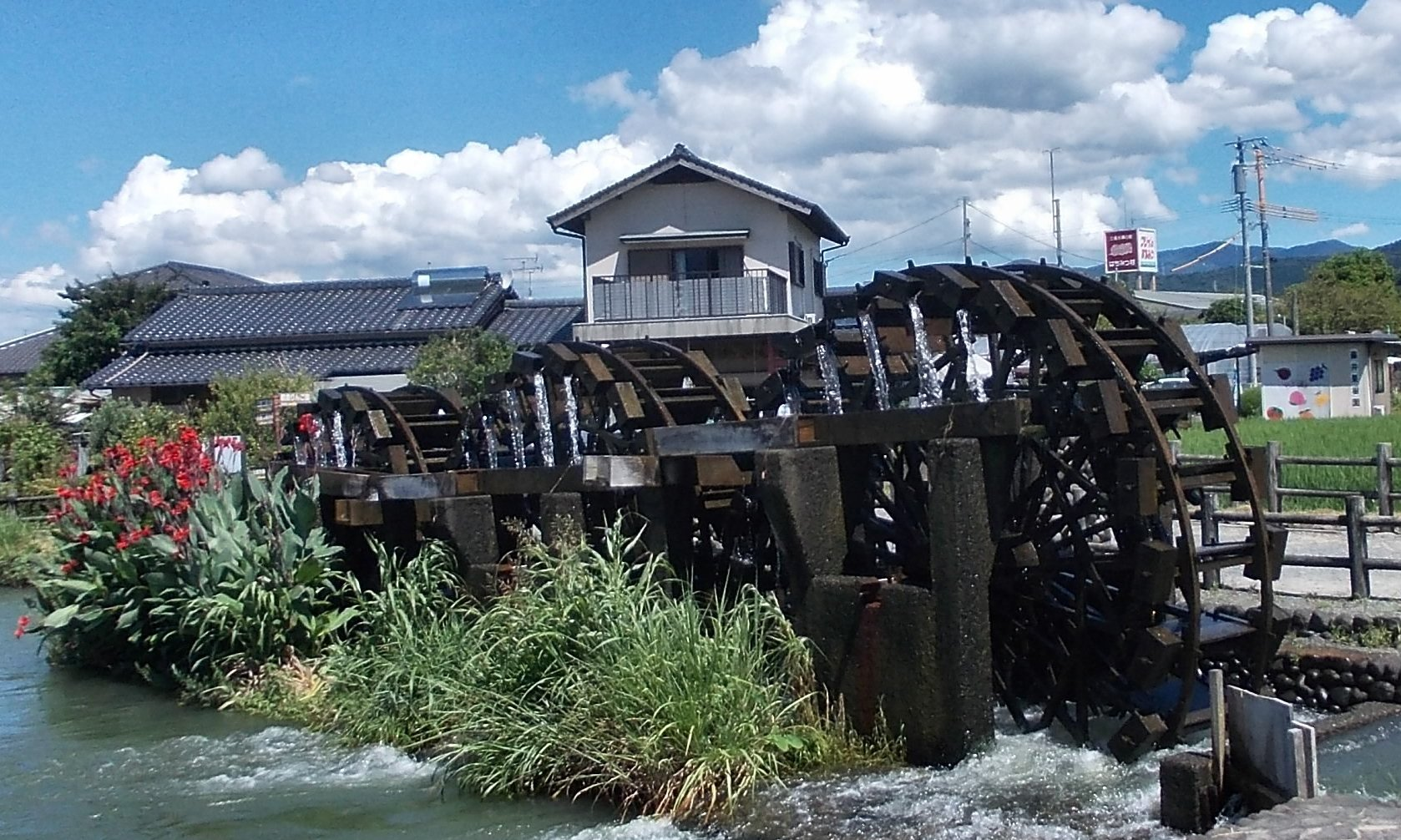
山田堰より取水される水を田畑へ供給する朝倉三連水車（朝倉市）。

17世紀後半から18世紀に掛けて、流域各藩では新田開発を積極的に実施し年貢収穫を高めようとした。筑後川ではこの時期「筑後川四堰」と呼ばれる固定堰が相次いで建設された。完成した順番から山田堰・大石堰・袋野堰・恵利堰（床島堰）の四つの堰を指す。
最初に手がけられたのは山田堰である。契機となったのは1662年（寛文2年）から翌1663年（寛文3年）に掛けての大旱魃であり、対策として山田堰とそこを取水元とする堀川用水が1664年（寛文4年）に開削されたが度重なる水害は堀川用水の取水口を堆砂（たいさ）で埋め、用水の便が悪くなってしまった。
そこで1722年（享保7年）取水口を改良して水量によって自動開閉する水門への改造とトンネル掘削によって用水供給の安定化を図った。これにより堀川用水供給対象の農地は新田開発が進んだが、その恩恵を受けない朝倉郡下大庭村などでは旱魃の被害が続いていた。
そこで下大庭村庄屋であった古賀百工はこれらの地域にも水を供給するため新堀川用水の開削を福岡藩庁に申請。福岡藩第六代藩主・黒田継高の命により福岡藩直轄事業として1759年（宝暦9年）に山田堰大改修に着手、高さを1メートル嵩上げし水門幅を倍に拡張することで取水量を増加させ、従来用水の恩恵を受けなかった地域にも水が供給された。この新堀川用水は1764年（宝暦14年）に5年の歳月を掛けて完成し150ヘクタールに水が供給された。
さらに百工は第二次山田堰大改修計画を立てたが、これには下流の朝倉郡長田の農民達が反対した。長田地域は湿地帯であり、用水を引けば浸水被害が拡大するというのが理由であったが百工は長田の住民を説得し、同地域の湿地帯を乾燥化させる「湿抜工事」を行うことで同意させ藩庁の許可を得る。
そして1790年（寛政2年）に山田堰を大改修し、さらにその2年後には約束事項であった「長田湿抜工事」も着手されこちらは23年の歳月を掛けて1825年（文政8年）に完成させた。なお、堀川用水には水田に水を供給するための水車が各所に設けられたが、その最大のものとして朝倉三連水車がある。
続いて計画されたのが大石堰である。浮羽郡内の夏梅村・清宗村・高田村・今竹村・菅村などの筑後川南岸地域は筑後川が近くにありながら水の便が悪い地域で、収穫も乏しい困窮した地域であった。用水を引いて収穫の向上と農民の貧窮を救うため同地の庄屋であった栗林次兵衛・本松平右衛門・山下助左衛門・重富平左衛門・猪山作之丞の五名は大石用水開削計画を立てた。1663年の大旱魃を機にその計画は推進され、浮羽郡奉行である高村権内に許可申請を行い、同地を統括する大庄屋であった田代又左衛門の添書きを携え久留米藩に許可申請を提出した。
当初は藩庁の許可が下りなかったが久留米藩普請奉行であった山村源太夫が5庄屋の要請を受けて現地視察を行い、その結果詳細な調査に基づく協議の結果1664年、山田堰とほぼ同時期に久留米藩直轄事業として久留米藩第三代藩主・有馬頼利は家老・丹羽頼母に建設総指揮を命じ建設が開始された。まず取水口である大石水門を生葉郡大石に建設、幅3.6メートル、長さ3.0キロメートルの用水路を建設。
翌1665年（寛文5年）には水門の増設と水路幅を二倍に拡張する工事が行われた。さらに1666年（寛文6年）には筑後川の支流である巨瀬川（こせがわ）に余った水を融通させる工事が行われた後、最後に同じ筑後川支流の隈上川（くまのがみがわ）に水を融通させる工事が1667年（寛文7年）に行われ、既に完成していた隈上川の長野堰との間で合理的な水運用を行うため大石堰が大石水門地点に建設され、1674年（延宝2年）に完成した。これにより筑後川と支流の巨瀬川・隈上川が大石用水を通じてつながり、水を融通しあうことで効率的な水運用が図られることになり500ヘクタールの農地が恩恵に浴した。
大石堰の完成に刺激を受けた浮羽郡28村を統括する大庄屋・田代弥三左衛門重栄（しげひで）は長男である田代重仍（しげより）と共に袋野堰の建設を計画した。「五庄屋の手で大石用水が完成したのだから、袋野の切り貫きも完成できないはずはない」と意気込み、1672年（寛文12年）久留米藩庁に工事願いを申請し、藩の調査を経て許可を得た。計画としては現在のうきは市夜明にある獺の瀬（たつのせ）地点に取水口を設けて用水を引く計画であったが、この地点は筑後川の夜明峡谷地点で断崖が川岸に迫り、加えて大きく蛇行している区間だったため通常の用水建設では水路延長が長くなる。
このため重栄・重仍父子は獺の瀬から全長1.3キロメートルに及ぶトンネルを掘って出口であるくじ取場まで難工事の末1673年（寛文13年）に袋野用水を完成させた。だが用水完成後期待した水量が確保できなかったことから今度は用水取水口付近に堰を設けることにした。
これが袋野堰で1676年（延宝4年）、堰の長さ120メートル、幅110メートルの固定堰が完成し450ヘクタールが潤された。なおこの袋野堰・用水は他の三堰とは異なり藩直轄事業ではなく、田代父子が私財を投じて建設したものである。
最後に計画されたのが恵利堰（床島堰）である。御井郡・御原郡の両郡もまた水の便が悪く、筑後川の水を何とかして利用したいと流域住民は考えていた。かねてより用水建設の取水口地点候補として佐田川との合流点付近である床島地点が有望視されていたが、この地点は急流で水量も多く、加えて福岡藩・久留米藩の境界でもあり技術面と政治面の問題が着工を遅らせていた。
だが新田開発の機運が高まり同地の庄屋であった高山六右衛門・秋山新左衛門・中垣清右衛門・鹿毛甚左衛門は1710年（宝永7年）5月に御井郡総裁であった本荘主計・本荘市正父子に用水開削の必要性を説いた。本荘父子もこれに賛同し同郡28村庄屋の連名を以って請願書を久留米藩に提出した。久留米藩第六代藩主・有馬則維は久留米藩直轄事業として直ちに進めるよう久留米藩普請奉行・草野又六らに命じたが、対岸である福岡藩領・朝倉郡長田の住民がこの計画に猛反発した。
先の山田堰建設反対の時と同様、堰の建設により水が流れ込むことで浸水被害に遭うというのが理由である。1711年（宝永8年）川越六之丞ら11村の庄屋は久留米藩に対し工事中止の抗議書を送り、取水口である床島水門を下流2.2キロメートルに移転させることで一旦は決着したが、水運の便を図る舟通しを中曽地点に選定したところ、この地点が両藩境界未設定地域であったことから藩境紛争に発展した。
これに対し早期の堰完成を図るべく早田村庄屋であった丸林善左衛門が長田地域の住民に「中曽は早田村の区域である」と説得したところ逆に住民達により拉致監禁されたうえ拷問を受け、三ヶ月もの間抑留された。困窮著しい農民を救うため、あえて危険を冒し単身で解決の途を探った善左衛門の行為はやがて両岸住民の同意を得、1712年（正徳2年）遂に完成。1,428ヘクタールの新規開墾が図れたほか両岸の農民が対等の収穫を挙げられるようになった。しかし善左衛門は拷問により重傷を負い体が不自由になり、死期を早めてしまった。
このように筑後川四堰は庄屋主導で行われた利水事業であり、その根底には困窮する農民を救うという思想があった。早田村庄屋丸林善左衛門にみられる命がけの行動が藩を動かし、現在に至るまで流域の農業に多大な恩恵を与えている。
山田・大石・恵利の三堰は現役で稼働しているが、袋野堰については1954年（昭和29年）に完成した夜明ダムによって水没し、現在はその姿を見ることは出来ない。袋野堰の代わりに同地点には袋野取水塔が設けられ、用水供給を行っている。

### 近代の筑後川開発

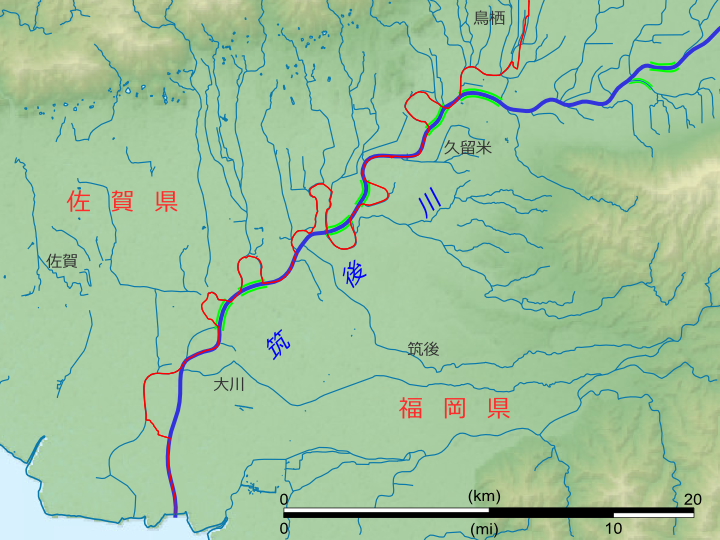
筑後川下流の流路（青色）と、福岡県・佐賀県の県境（赤色）。蛇行していた時代に確定され、直線化の後も変更されなかったため、飛び地が幾つも生まれた。

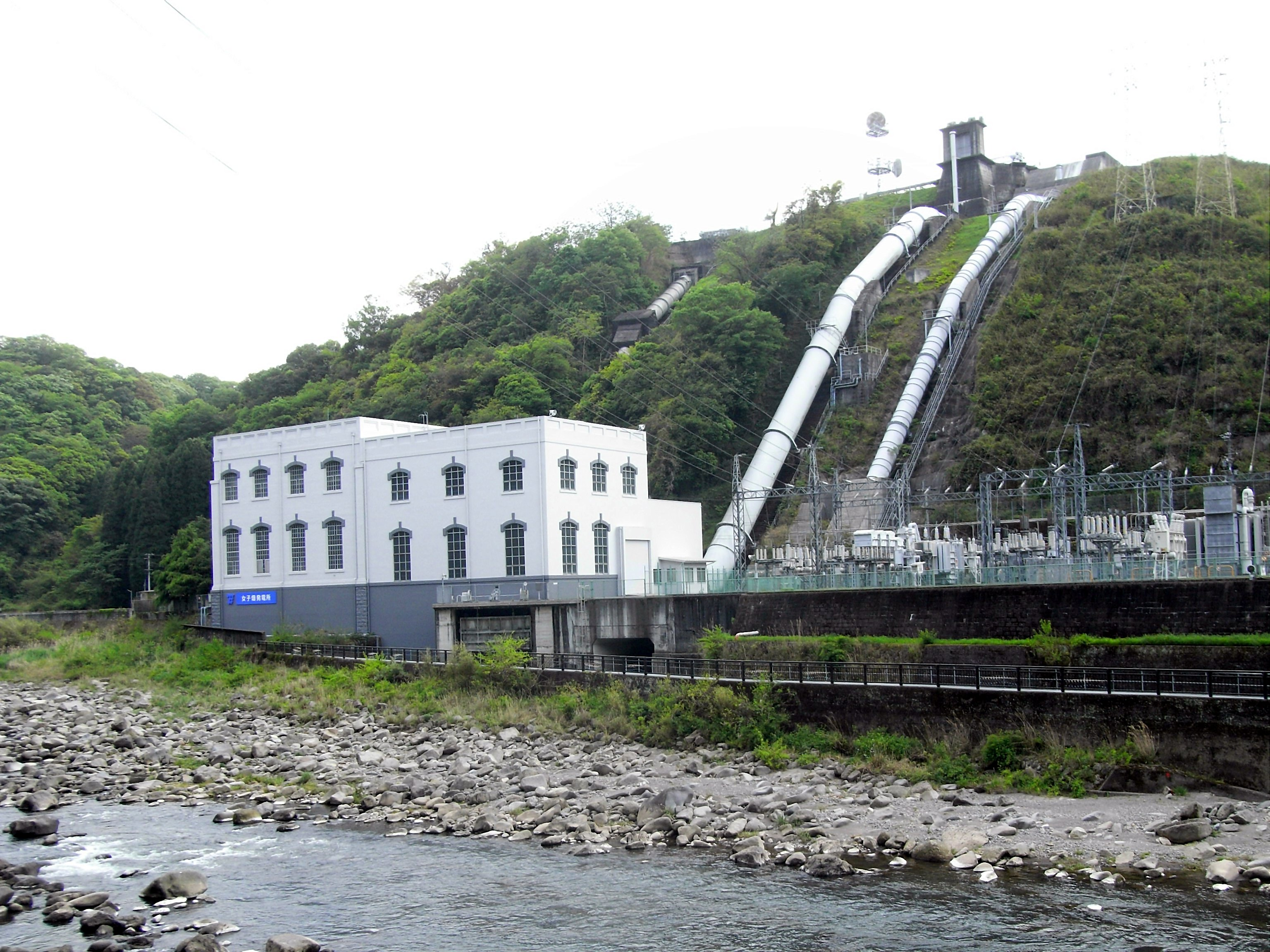
女子畑発電所（玖珠川）。
完成当時は九州最大級の水力発電所であった。

明治以降の筑後川における治水事業は、当時発達していた水運を考慮に入れて行われた。筑後川は1884年（明治17年）より内務省直轄河川事業の対象となり、1886年（明治19年）より第一期筑後川河水改修事業が河口から大分県日田市間で開始されたが、主なものは水運強化のための低水敷工事が中心であった。
また淀川・木曽川・九頭竜川など全国各地の河川改修に尽力したヨハニス・デ・レーケは筑後川でも河川改修に携わったがこの時も主眼は舟運強化であり、筑後川河口から早津江川間の6キロメートルに断続的な導流堤を建設し河口の堆砂を防除して水運の便を図った。だが1889年（明治22年）流域に未曽有の大水害が起こり、これを契機に1923年（大正12年）より第二期筑後川河水改修事業が行われた。
第二期では本支流の堤防建設のほか、第一期で着手された筑後川本流の開削工事が本格的に施行され、金島・小森野・天建寺・坂口の4捷水路を開削して河道を直線化し流下能力の向上を図った。この事業は幕末に田中政義が立案したもので、自費を投じ筑後川の千分の一模型を作成し効果を実証した。なお、この模型は日本初の河川水利模型実験である。この捷水路により総延長は9キロメートル短くなった。
近代の灌漑については従来の筑後川四堰に加え、筑後川河口からおよぞ29キロメートル区間における感潮区間で揚水取水が行われるようになった。この区間では満潮になると有明海の海水が筑後川に遡上するが、この時に上流から流れ来る河水は海水により河川表層に押し上げられる。
このような河水を「淡水」と書いて「アオ」と地元では呼ぶが、このアオを用いた灌漑用水の取水が江戸時代より盛んになった。当初は水門などでクリークに導水して取水が行われたが、明治時代に入るとポンプによる取水が採用され1万4,000ヘクタールの農地がアオによる用水供給を行っている。一方筑後川中流部の直接取水でもポンプによる取水が行われ、1893年（明治26年）には久留米市で蒸気機関によるポンプ取水が開始された。
甘木など両筑平野北部や耳納山地など八女茶の産地では各所に揚水ポンプを設置しての用水供給が盛んとなるが、過剰な取水が後年新たな水不足を呼んだ。
従来農地の灌漑にのみ利用されていた筑後川の利水であるが、日本各地の河川と同様に明治時代の富国強兵政策などで次第に上水道や工業用水道、水力発電に利用されるようになった。水道に関しては上水道が久留米市によって1923年7月9日に筑後川流域としては初めて計画され、1925年（大正14年）3月31日に内務省の許可を得て事業を開始。
1930年（昭和5年）1月に最大で毎秒1万5,000立方メートルの給水を開始した。
その後日田市などが続いたが何れも上水道事業は第二次世界大戦後に行われた。
工業用水道についてもやはり久留米市を中心に取水が開始され、1931年（昭和6年）に日本ゴムとブリヂストンが筑後川からの取水を開始して以降、月星化成が1943年（昭和18年）に取水を行うなど久留米市の産業の中心を担うゴム製造業が筑後川を利用している。
戦後は味の素が1961年（昭和36年）に筑後川の取水を開始しており、キリンビールやコカコーラの工場なども筑後川水系より取水しており、両社が九州で生産しているビールや清涼飲料水については筑後川の水が利用されている。
水力発電に関しては1907年（明治40年）に日田水電株式会社が筑後川（三隈川）に出力1,000キロワットの石井発電所を運転させたのが最初である。その後は主に玖珠川流域で開発が行われ、1913年（大正2年）12月15日には筑後川合流点付近の玖珠川最下流部に女子畑発電所（おなごはたはつでんしょ）が運転を開始した。これは玖珠川中流部と筑後川上流部より取水した水を女子畑第一・第二調整池という二箇所のダムで貯水し、発電所に導水して発電を行う水路式発電所である。出力2万6,750キロワットは当時としては大規模な水力発電所であり、『東の猪苗代、西の女子畑』として福島県耶麻郡猪苗代町に建設された猪苗代第一発電所と並び称される水力発電所であった。1922年には最上流部の地蔵原川にアースダムの地蔵原ダムを建設してその水を利用する町田第一・第二発電所（出力合計7,600キロワット）も稼働し、玖珠川流域は当時九州でも有数の電源地帯となった。
戦後は筑後川本流に夜明発電所（出力1万2,000キロワット）が1954年（昭和29年）、下筌発電所（出力1万5,000キロワット）が1969年（昭和44年）、松原発電所（出力5万600キロワット）が1971年（昭和46年）に運転を開始するが何れも筑後川本流上流域のダム式発電所である。最後に建設されたのが柳又発電所で、筑後川本流の松原ダムより導水した水を日田市で合流する筑後川の支流・高瀬川に建設した高瀬川ダムで貯水。さらに高瀬川ダムから筑後川本流そばに建設された発電所に導水して発電するダム水路式発電所であり、出力は6万1,900キロワットと筑後川水系最大である。
筑後川流域の総出力は21万2,292キロワットとなったが、柳又発電所以降新規の水力発電は行われず、揚水発電や出力10万キロワットを超える水力発電所も建設されていない。急峻な地形と豊富な水量がある割には電源開発があまり行われなかった一級河川の一つである。

### 筑後川水系治水基本計画
昭和28年西日本水害における筑後川流域の被害詳細については昭和28年西日本水害#筑後川流域を参照。

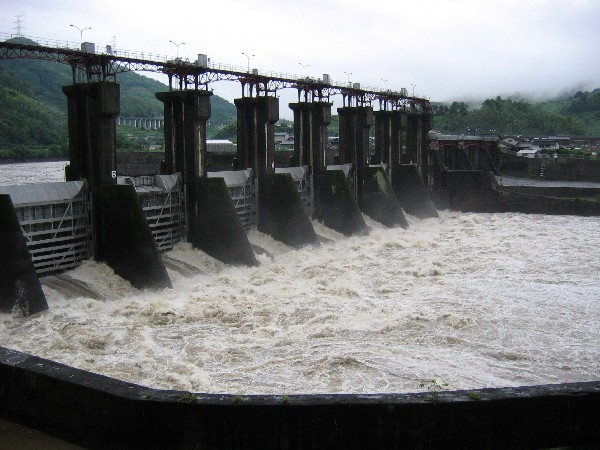
夜明ダム（筑後川）。1953年（昭和28年）の昭和28年西日本水害ではダム両岸が濁流により崩落。建設中の水門も数門が破壊された。

戦後、筑後川の治水を語る上で欠かせないのは1953年（昭和28年）6月25日から6月29日にかけて発生した昭和28年西日本水害である。この時は筑後川上流の熊本県阿蘇郡小国町で6月25日一日で433.6ミリの豪雨が降り注いだのを始め、5日間で阿蘇山を中心に総雨量1,000ミリを越える集中豪雨となった。
これにより筑後川は過去最悪の洪水をひき起こし、久留米市を始め朝倉郡・浮羽郡など筑後川流域は有史以来最悪の水害を蒙り死者147人、被災者数54万人を数え米軍や保安隊も救助活動を行った。特に、中流部の夜明地点に九州電力が建設していた夜明ダムは、両岸が激しい水流によって崩落しダム決壊という事態を招いた。このことは後に調査委員会が設けられるなど一時問題となったが、根本的な問題はダム決壊よりも河川整備の不備であった。
建設省九州地方建設局は1949年（昭和24年）の「河川改訂改修計画」に拠って筑後川支流の玖珠川と津江川にダムを建設する計画を立てていたが、この水害を受けて大幅な計画高水流量の改訂に迫られた。
1957年（昭和32年）「筑後川水系治水基本計画」を策定し、この中で多目的ダムによる洪水調節が必須との結論が出て、その結果筑後川本流の津江川合流点付近に松原ダム、松原ダム直上流部の津江川に下筌ダム（しもうけダム）を建設して洪水調節を図り、1973年（昭和48年）に両ダムは完成した。
また、中流部においては1961年（昭和36年）より千年分水路・原鶴分水路・大石分水路の「三大分水路」が建設され1979年（昭和54年）に事業が完成している。
下流域では1966年（昭和41年）より久留米市において東櫛原大規模引堤事業が着手され、住民の移転や西日本鉄道天神大牟田線の筑後川鉄橋など4橋梁の架け替えなどに難航しながらも1993年（平成5年）に完成している。
佐賀市を流れる佐賀江川については1980年（昭和55年）の水害で激甚災害法に指定されたことを契機に佐賀江川激甚災害対策特別緊急事業（激特事業）に指定され、排水機場の整備や蛇行部の直線化が行われた。
この他宝満川・小石原川・花宗川・広川など主な支流には堤防整備や筑後川の洪水逆流防止のための水門改築、橋梁整備や川幅拡張を行った。
低地であることに加え、筑後大堰以より下流では水位が潮汐の影響を受け、満潮時に自然排水が困難となるという地形条件がある。そのため排水対策として、支川の合流地点には40か所の排水機場（うち国土交通省管理が29か所、2006年時点）が設けられている。堤防整備も、河口から約11 kmの田手川合流地点までの下流域では計画高潮位が考慮されている。
また現在は、支流の城原川（じょうばるがわ）に城原川ダム（神埼市）、巨瀬川に藤波ダム（うきは市）を、それぞれ治水ダムとして建設している。
福岡県も管理する筑後川水系の中小河川について河川改修を実施する傍ら国庫補助を受けた補助多目的ダム・補助治水ダム事業を行っており、宝満川支流に山神ダム（山口川）や河内ダム（大木川）、広川には広川ダムを完成させた。

### 筑後川水系水資源開発基本計画

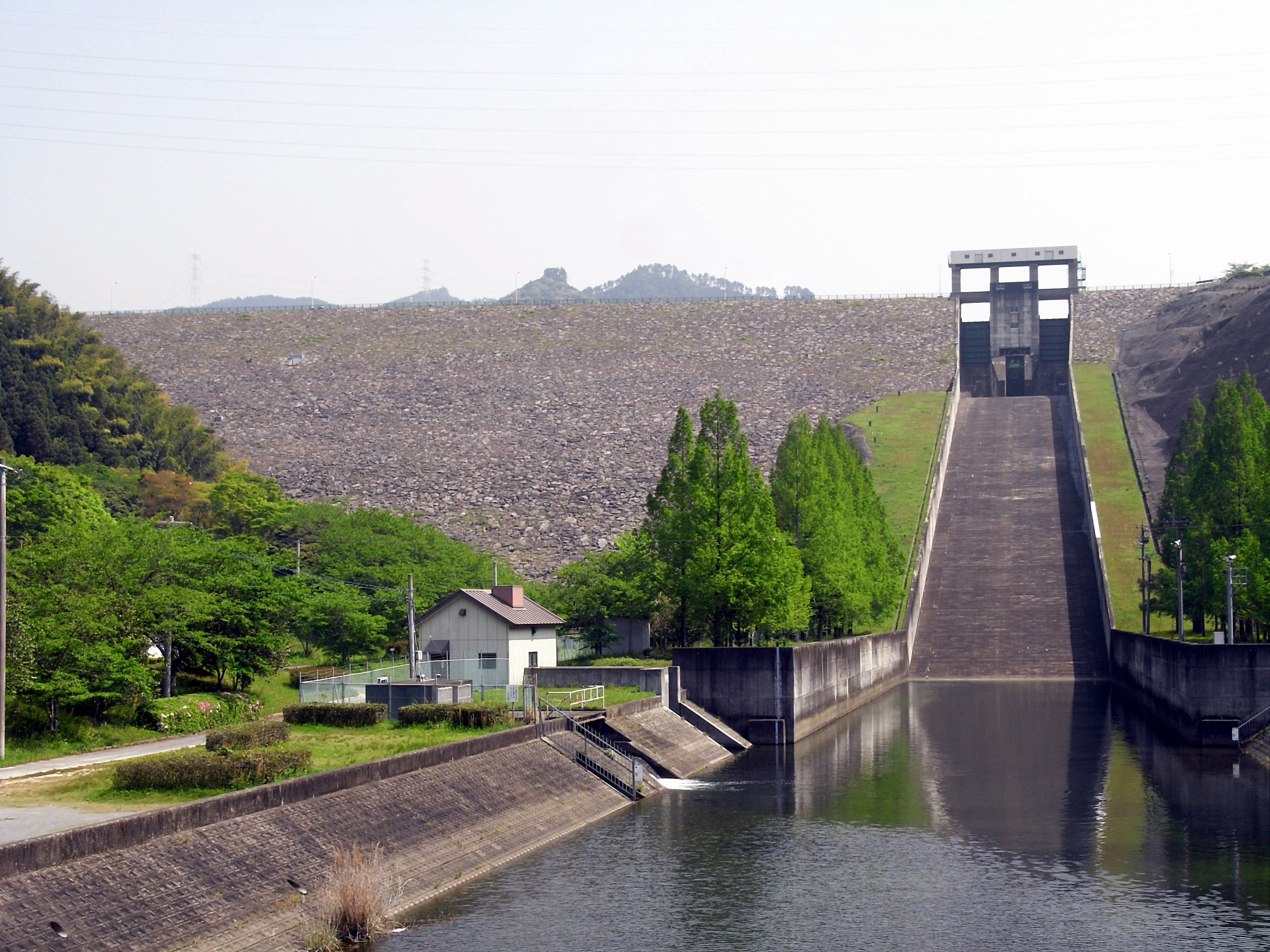
福岡都市圏の水がめ・寺内ダム（佐田川）。福岡大渇水の最中に完成した。

利水については、平野部では従来より大石堰・恵利堰・山田堰と淡水（アオ）による農業用水の取水が中心であったが、台地では地下水を揚水機によって汲み上げる取水が行われていた。
だが、無秩序に揚水機が1,400台も設置された結果、地下水の減少による水不足や揚水機の維持管理費の高騰が問題となり、こうした問題を解決すべく「国営両筑平野用水事業」や「国営耳納山麓土地改良事業」などが計画された。
一方、福岡市・久留米市・大牟田市・佐賀市等の都市部では急速に人口が増加し上水道の水需要が逼迫するようになった。こうした中で1962年（昭和37年）「水資源開発促進法」・「水資源開発公団法」が施行され水資源開発公団が発足。筑後川は1964年（昭和39年）に水資源開発水系に指定され「筑後川水資源開発基本計画」（フルプラン）が策定された。
また建設省九州地方建設局・農林省九州農政局・通商産業省福岡通商産業局と北部九州の四県、九州・山口経済連合会など関連経済団体は1963年（昭和38年）に筑後川水系の利水総合開発を行うため「北部九州水資源開発協議会」を結成。フルプランを軸にさらなる筑後川水系の水資源開発を促進し福岡都市圏の水供給を確実にさせるため1969年（昭和44年）6月、「北部九州水資源開発マスタープラン」を作成した。
この計画では筑後川水系のみならず遠賀川水系、嘉瀬川水系、矢部川水系、六角川水系および菊池川水系を含めて多目的ダムによる大規模総合開発を行い、水不足に悩まされる九州北部の水需要を安定化させ、可能な限り合理的な水利用を図ることとした。
これに基づき計画されたのは筑後川本流の杖立ダムと筑後大堰、玖珠川の猪牟田ダムと玖珠川ダム、花月川の日向野ダムなど三ダム、小石原川の江川ダム（福岡市水道局）、佐田川の寺内ダム、隈上川の合所ダム（ごうしょダム）であり、矢部川には支流の星野川に真名子ダム、嘉瀬川には嘉瀬川ダム、菊池川には支流の迫間川に竜門ダムを建設して佐賀導水や津江分水などで水系間で水を融通し効率的な水供給を図ろうとした。
これを元にダム・用水整備は進められ、1975年（昭和50年）には江川ダムが建設され両筑平野用水事業が完成。1979年（昭和54年）には福岡導水事業の水源として寺内ダムが建設され、1978年（昭和53年）の福岡大渇水において暫定的に運用を開始した。その後福岡導水事業は1983年（昭和58年）に通水したが1985年（昭和60年）の筑後大堰、1993年（平成5年）の合所ダムなどの完成により事業の拡充整備が進み、福岡市・太宰府市・筑紫野市等9市9町に上水道を供給している。
下流部では筑後大堰を水源として農林水産省九州農政局の「国営筑後川下流土地改良事業」と共同して「筑後川下流用水事業」を施工した。筑後川下流用水は久留米市・大牟田市・佐賀市・鳥栖市など9市13町村の上水道・農業用水などを供給している。さらに従来は上水道供給目的が無かった松原・下筌ダムに上水道目的を付加する「松原・下筌ダム再開発事業」が実施され、梅林湖（松原ダム湖）・蜂の巣湖（下筌ダム湖）の容量配分を再検討して利水容量を設けた。
これにより日田市への上水道供給が強化されたほか、筑後大堰や九州電力管理の大山川ダムと連携してアユ・エツ・ノリといった筑後川・有明海の漁業資源保全を目的とした河川維持放流を行い、漁業保護と河川生態系の維持に努めている。
だが1994年（平成6年）の福岡渇水では給水車の出動こそ無かったが290日に及ぶ給水制限が行われたため、対策として水源整備がさらに進められ、現在では小石原川ダム（小石原川）・大山ダム（赤石川）の建設が進められている。さらに菊池川水系との連携による効率的な水運用も図り、竜門ダムと下筌ダム上流の津江分水堰（津江川）の間に建設された津江分水路を利用し、水供給の強化も図っている。

### 河川行政への警鐘～蜂の巣城紛争～

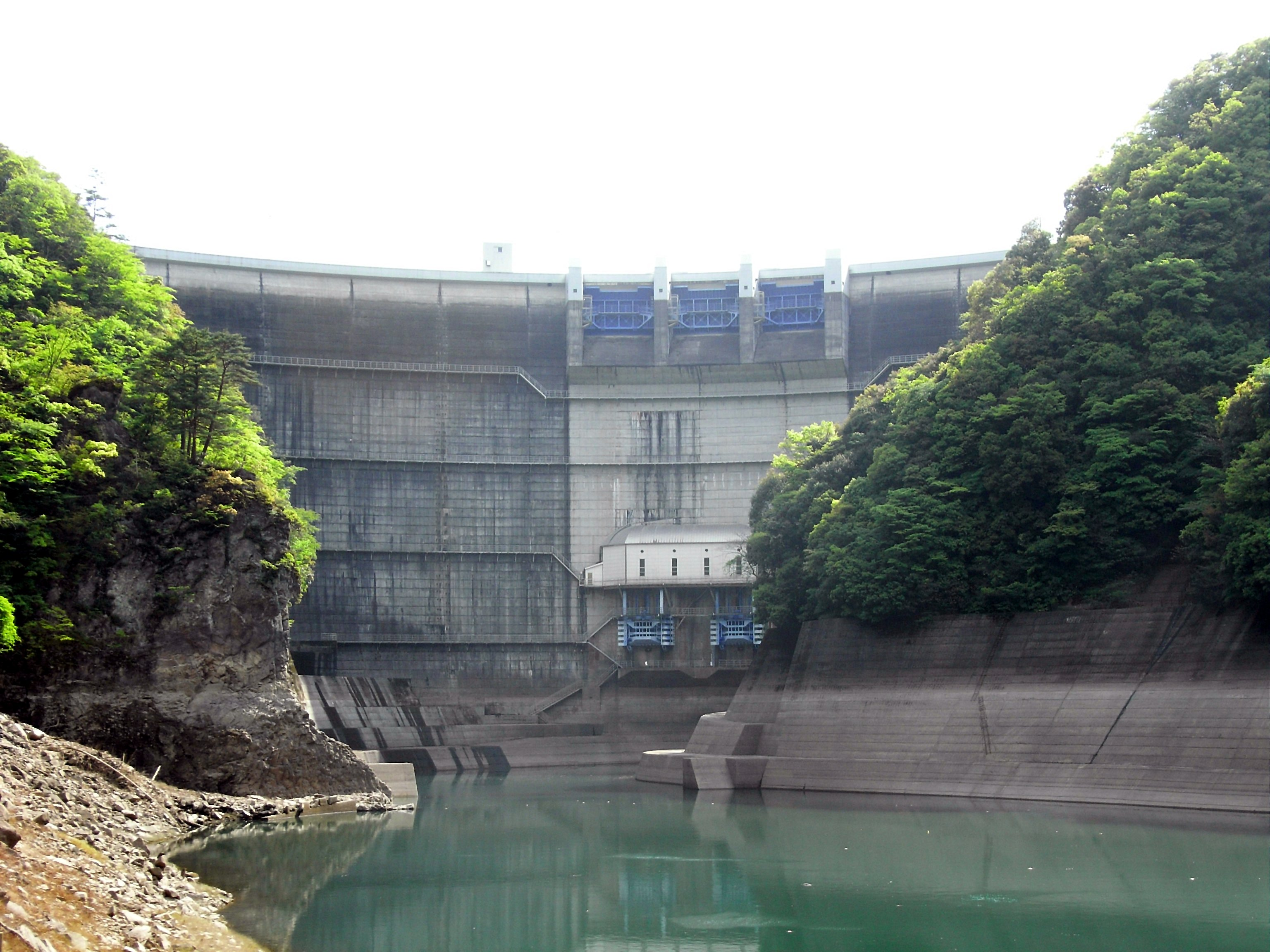
蜂の巣城紛争の舞台となった下筌ダム（津江川）。ダム右岸（画面左）に「蜂の巣城」が建設され、攻防の舞台となった。

筑後川では治水・利水のための多くのダムが建設されたが、一方で早くから公共事業の進め方に対する問題が浮き彫りとなった。その代表が松原ダム・下筌ダム建設に伴う「蜂の巣城紛争」である。
1957年（昭和32年）よりダム建設は計画されたが、九州地方建設局の住民説明会で生活再建策が何も説明されなかったことに住民が反発、翌年には室原知幸を中心に「絶対反対決議」が為され、建設省に対する徹底抗戦の意思表示として下筌ダムサイト地点に「蜂の巣城」を建設、籠城した。
この間強制執行に対する流血事件や建設差し止めの行政訴訟など、公共事業と基本的人権（憲法第29条財産権）の侵害という問題を室原は行政に突きつけ続けた。蜂の巣城は1964年に落城したものの、室原の抵抗は彼が亡くなる1970年（昭和45年）まで続いた。
だが、この紛争は水没地域の救済制度や河川総合開発事業の不備を行政に認めさせた点で大きなきっかけであった。室原没後の1973年、水没地域の計画的な産業基盤整備・振興を行って地域住民の生活安定・福祉向上を図る目的で「水源地域対策特別措置法」（水特法）が施行され、河川法・土地収用法・特定多目的ダム法の改正も同時に行われた。
13年に亘る蜂の巣城紛争は、河川行政が開発優先から地域との共生へ視点を転換した曲がり角であり、以後のダム建設に多大なる影響を与えた。
室原の「公共事業は理にかない、法にかない、情にかなわなければならない」という言葉は、現在でも補償交渉の基礎として生き続けており、1990年代以降の公共事業見直しはこの延長線上にある。
筑後川でも玖珠川最上流部に建設予定だった猪牟田ダムが建設中止となった。
また「北部九州水資源開発マスタープラン」で計画されていた杖立ダムや玖珠川ダム、日向野ダムなどは計画倒れに終わった。
現在では城原川に計画されている城原川ダムについて、地元が賛成派と反対派に分裂し収拾のつかない状態になっている。平成の大合併で誕生した神埼市市長選挙でも争点となり、誕生した新市長はダム賛成の態度を取っている。
また古川康佐賀県知事は穴あきダム方式でのダム建設を事業者である国土交通省に提唱、これをうけて国土交通省は城原川ダムを多目的ダムから治水ダムへ変更した。
しかし1979年（昭和54年）の計画発表から既に29年経過している。また巨瀬川に建設中の藤波ダムも住民の反対が激しく、2009年（平成21年）の完成まで39年を要した。

## 日本住血吸虫症の撲滅

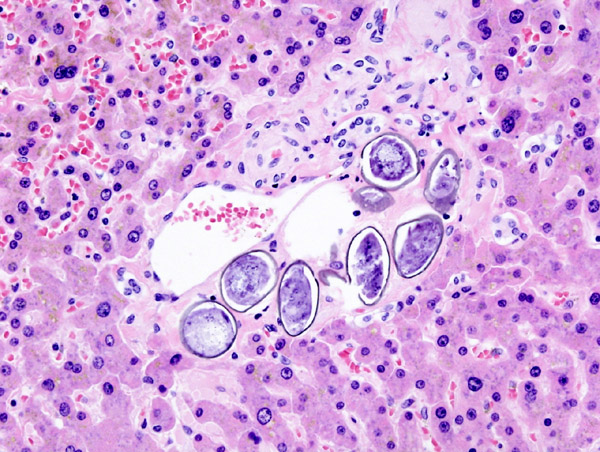
肝臓に寄生した日本住血吸虫。筑後川流域の住民を苦しめた。

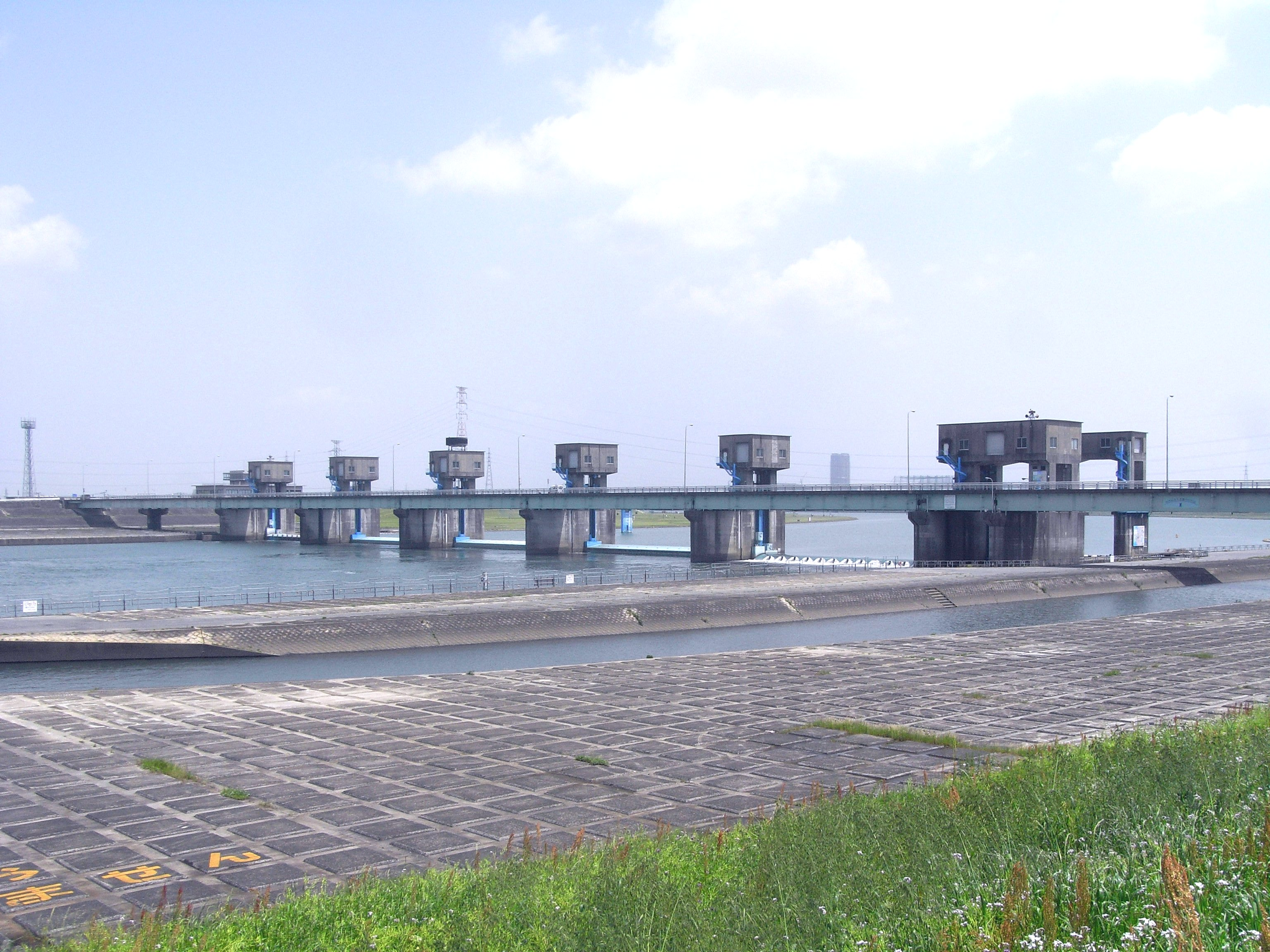
日本住血吸虫撲滅に大きな役割を果たした筑後大堰（筑後川）。

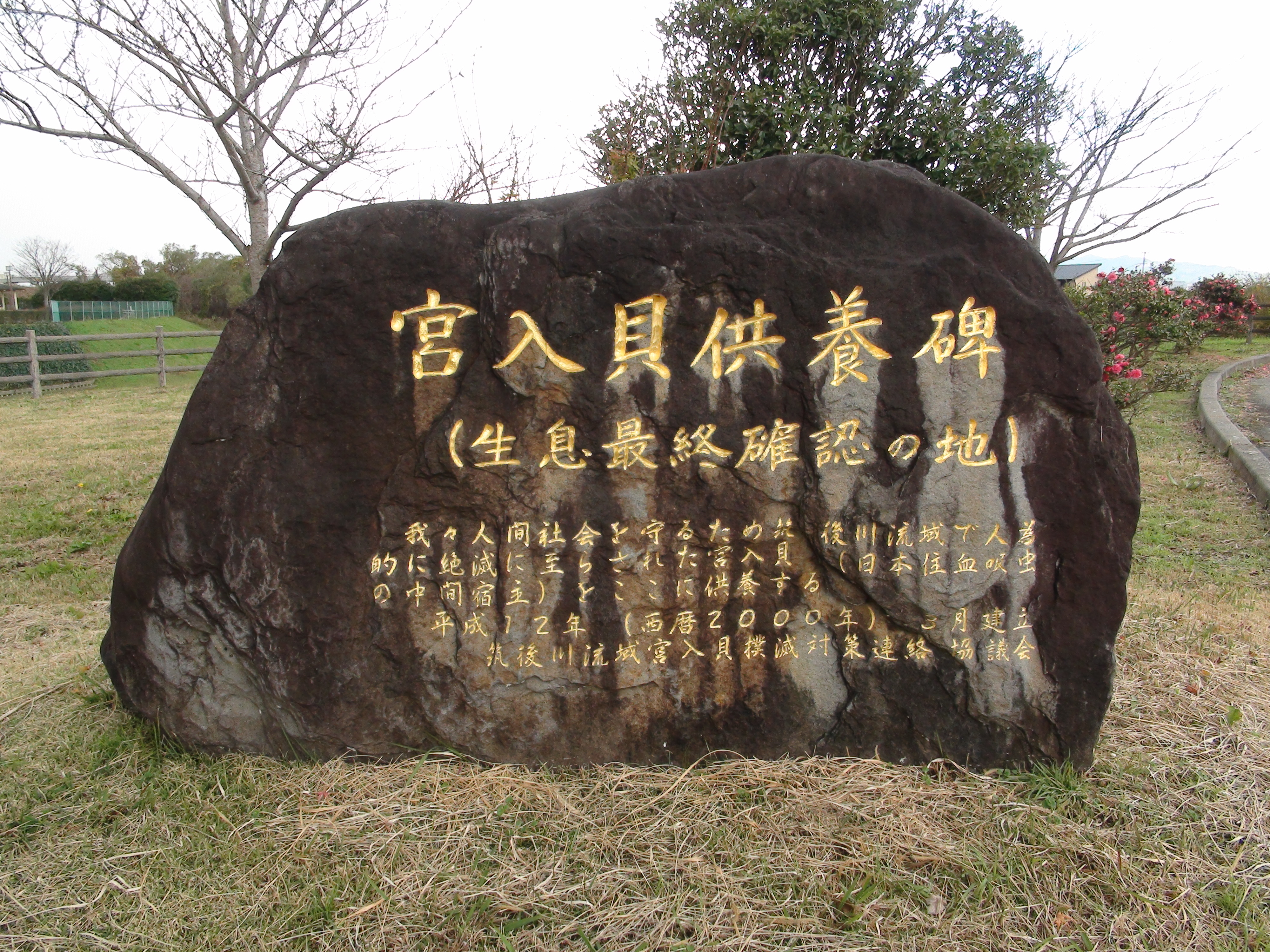
宮入貝供養碑。久留米市宮ノ陣。2014年12月撮影。

かつて筑後川流域のうち下流域は、利根川下流域の茨城県、富士川流域の山梨県甲府盆地、芦田川流域の広島県深安郡神辺町片山地区と並ぶ日本住血吸虫（にほんじゅうけつきゅうちゅう）の浸淫地で、寄生虫病のひとつである日本住血吸虫症（地方病）の有病地であった。
日本住血吸虫症とは、ミヤイリガイ（カタヤマガイ）という巻貝を中間宿主として、河水に入ったヒトなど哺乳動物に皮膚より日本住血吸虫の幼虫（セルカリア）が寄生、皮膚炎を初発症状として高熱や消化器症状といった急性症状を呈した後に、成虫へと成長した日本住血吸虫が肝臓や脾臓に巣食い慢性化、多数寄生して重症化すると肝硬変による黄疸や腹水を発症し、最終的に死に至る疾病である。当時は発症すると有効な治療法に乏しかったことから、多くの流域住民が感染し、病に倒れた。
筑後川流域では、特に支流の宝満川流域（宝満川本流、新宝満川、安良川）と筑後川の合流点から、現在の国道264号豆津橋一帯の福岡県久留米市・佐賀県三養基郡周辺が一大分布地であった。
福岡県をはじめ久留米市など流域市町村は、対策として、日本住血吸虫症患者の早期発見と治療、感染予防対策を行うほか、用水路への薬剤散布などで、宿主のミヤイリガイや最終宿主であるハタネズミなどの駆除を実施していたが、根本的な解決はミヤイリガイを人為的に絶滅させる以外方法はなかった。
そこで、筑後川の河川管理者である建設省九州地方建設局は、治水事業の一環として実施している河川整備に、日本住血吸虫症対策としてミヤイリガイ撲滅を併せて目的に組み入れることにした。具体的には河川敷を整地しコンクリート護岸を整備することで、ミヤイリガイの繁殖に適するススキ原や湿地帯を埋め立てることで、生息地を壊滅に追い込むことにあった。
建設省による事業は1965年（昭和40年）より開始され、まず宝満川流域で河川敷整備と水門の改築による護岸工事を実施した。この結果、宝満川下流域において、1970年（昭和45年）までに、新宝満川左岸部の久留米市小森野地区を除き、ミヤイリガイの根絶に成功。上流部の鳥栖市でも、1969年（昭和44年）のミヤイリガイ大発生以降は、ススキの刈り取りを徹底的に実施して根絶に追い込んだ。
しかし、新宝満川左岸の久留米市小森野地区では、その後も感染したミヤイリガイの棲息が継続的に確認されており、対策が求められていた。
建設省は1965年より筑後川治水事業第二次五ヵ年計画を策定、久留米市内の大規模築堤事業として「久留米市東櫛原大規模引堤事業」を計画。また水資源開発公団は、筑後川水系水資源開発基本計画の一環として筑後大堰の建設を計画した。この両事業は大規模な河川敷改修を伴うが、最後のミヤイリガイ分布地に建設されることから、同時に本格的な日本住血吸虫撲滅に乗り出した。
1984年（昭和59年）に筑後大堰、1993年（平成5年）に東櫛原引堤事業は完成するが、この間建設省・水資源開発公団は、徹底的な河川敷整備を行い、盛土や護岸整備で、久留米市など流域市町村では、河川敷の清掃を行ってススキなどを刈り取り、ミヤイリガイの生息域を壊滅させた。この結果、1990年（平成2年）に福岡県と久留米市はミヤイリガイ棲息調査を行い、ミヤイリガイが撲滅されたことを確認し「安全宣言」を発表した。
しかし日本住血吸虫症は慢性疾患であること、また調査の漏れをなくす理由から、さらに10年間の追跡調査を実施した。調査の末2000年（平成12年）、新規感染患者もミヤイリガイ発生も皆無だったことから「終息宣言」が発表され、筑後川流域から長年流域住民を悩ませた日本住血吸虫症の完全撲滅に成功した。同じ時期、他の感染区域であった利根川や富士川などでも撲滅され、日本は世界で唯一、日本住血吸虫症の撲滅に成功した。
日本住血吸虫症は、2014年現在では国内に存在しない反面、公衆衛生の観点とはいえ、筑後川流域からミヤイリガイを人為的に絶滅させたことは確かであり、久留米市にはミヤイリガイを供養するための「宮入貝供養碑」が建立されている。

## 筑後川水系の河川施設
筑後川の河川開発は江戸時代中期の4大取水堰に始まるが、流域4藩（福岡藩・佐賀藩・久留米藩・柳河藩）による統一性のない治水・利水施設の乱立によって水害の被害が却って拡大する皮肉となった。
明治の改修を経て1953年（昭和28年）の昭和28年西日本水害による筑後川大水害を機に、建設省（国土交通省九州地方整備局）による「筑後川水系治水基本計画」によるダム・放水路・堤防といった治水整備が行われた。
また、1964年（昭和39年）に「水資源開発促進法」に伴う水資源開発水系に指定され、水資源開発公団（独立行政法人水資源機構）による利水施設が系統的に建設された。水力発電に関しては大正時代の女子畑発電所を皮切りに、主に玖珠川流域で発電施設が建設されたが、大規模な電源開発までには至らなかった。現在は大山ダム、小石原川ダムの建設が進行中である。
| 一次 支川名 （本川） | 二次 支川名 | 三次 支川名 | ダム名                     | 堤高 (m) | 総貯水 容量 (千m3) | 型式         | 事業者     | 備考         |
| -------------------- | ----------- | ----------- | -------------------------- | -------- | ------------------ | ------------ | ---------- | ------------ |
| 筑後川               | －          | －          | 松原ダム                   | 83.0     | 54,600             | 重力式       | 国土交通省 | （大山川）   |
| 筑後川               | －          | －          | 大山川ダム                 | －       | －                 | 重力式       | 九州電力   | 小堰堤       |
| 筑後川               | －          | －          | 島内可動堰                 | －       | －                 | 可動堰       | 国土交通省 | （三隈川）   |
| 筑後川               | －          | －          | 夜明ダム                   | 15.0     | 4,050              | 重力式       | 九州電力   |              |
| 筑後川               | －          | －          | 山田堰                     |          | －                 | 固定堰       | 土地改良区 | 筑後川四大堰 |
| 筑後川               | －          | －          | 恵利堰                     | －       | －                 | 固定堰       | 土地改良区 | 筑後川四大堰 |
| 筑後川               | －          | －          | 大石堰                     | －       | －                 | 固定堰       | 土地改良区 | 筑後川四大堰 |
| 筑後川               | －          | －          | 原鶴分水路                 | －       | －                 | 放水路       | 国土交通省 |              |
| 筑後川               | －          | －          | 大石分水路                 | －       | －                 | 放水路       | 国土交通省 |              |
| 筑後川               | －          | －          | 千年分水路                 | －       | －                 | 放水路       | 国土交通省 |              |
| 筑後川               | －          | －          | 筑後大堰                   | 13.8     | 5,500              | 可動堰       | 水資源機構 |              |
| 津江川               | －          | －          | 下筌ダム                   | 98.0     | 59,300             | アーチ式     | 国土交通省 |              |
| 赤石川               | －          | －          | 大山ダム                   | 99.0     | 19,600             | 重力式       | 水資源機構 | 建設中       |
| 玖珠川               | （河道外）  | －          | 女子畑第一調整池 （第2号） | 20.3     | 312                | アース       | 九州電力   |              |
| 玖珠川               | （河道外）  | －          | 女子畑第一調整池 （第3号） | 26.7     | 312                | アース       | 九州電力   |              |
| 玖珠川               | 地蔵原川    | －          | 地蔵原ダム                 | 21.8     | 1,858              | アース       | 九州電力   |              |
| 玖珠川               | 松木川      | －          | 松木ダム                   | 48.5     | 1,300              | 重力式       | 大分県     |              |
| 玖珠川               | 女子畑川    | －          | 女子畑第二調整池           | 34.3     | 392                | 重力式       | 九州電力   | 土木遺産     |
| 高瀬川               | －          | －          | 高瀬川ダム                 | 25.6     | 273                | 重力式       | 九州電力   |              |
| 隈上川               | －          | －          | 合所ダム                   | 60.7     | 7,660              | ロックフィル | 福岡県     |              |
| 佐田川               | －          | －          | 寺内ダム                   | 83.0     | 18,000             | ロックフィル | 水資源機構 |              |
| 小石原川             | －          | －          | 小石原川ダム               | 129.0    | 40,000             | ロックフィル | 水資源機構 | 建設中       |
| 小石原川             | －          | －          | 江川ダム                   | 79.2     | 25,326             | 重力式       | 水資源機構 |              |
| 巨瀬川               | －          | －          | 藤波ダム                   | 52.0     | 2,515              | ロックフィル | 福岡県     |              |
| 宝満川               | 山口川      | －          | 山神ダム                   | 59.0     | 2,980              | 複合式       | 福岡県     |              |
| 宝満川               | 山口川      | 卯ヶ原川    | 山口調整池                 | 60.0     | 3,900              | ロックフィル | 水資源機構 |              |
| 広川                 | －          | －          | 広川ダム                   | 29.2     | 990                | ロックフィル | 福岡県     |              |
| 宝満川               | 大木川      | －          | 河内ダム                   | 35.0     | 1,995              | アース       | 佐賀県     |              |
| 佐賀江川             | 城原川      | －          | 城原川ダム                 | 98.5     | 15,800             | ロックフィル | 国土交通省 | 計画中       |

（注）：黄欄は建設中もしくは計画中のダム（2009年現在）。

## 水運と橋梁

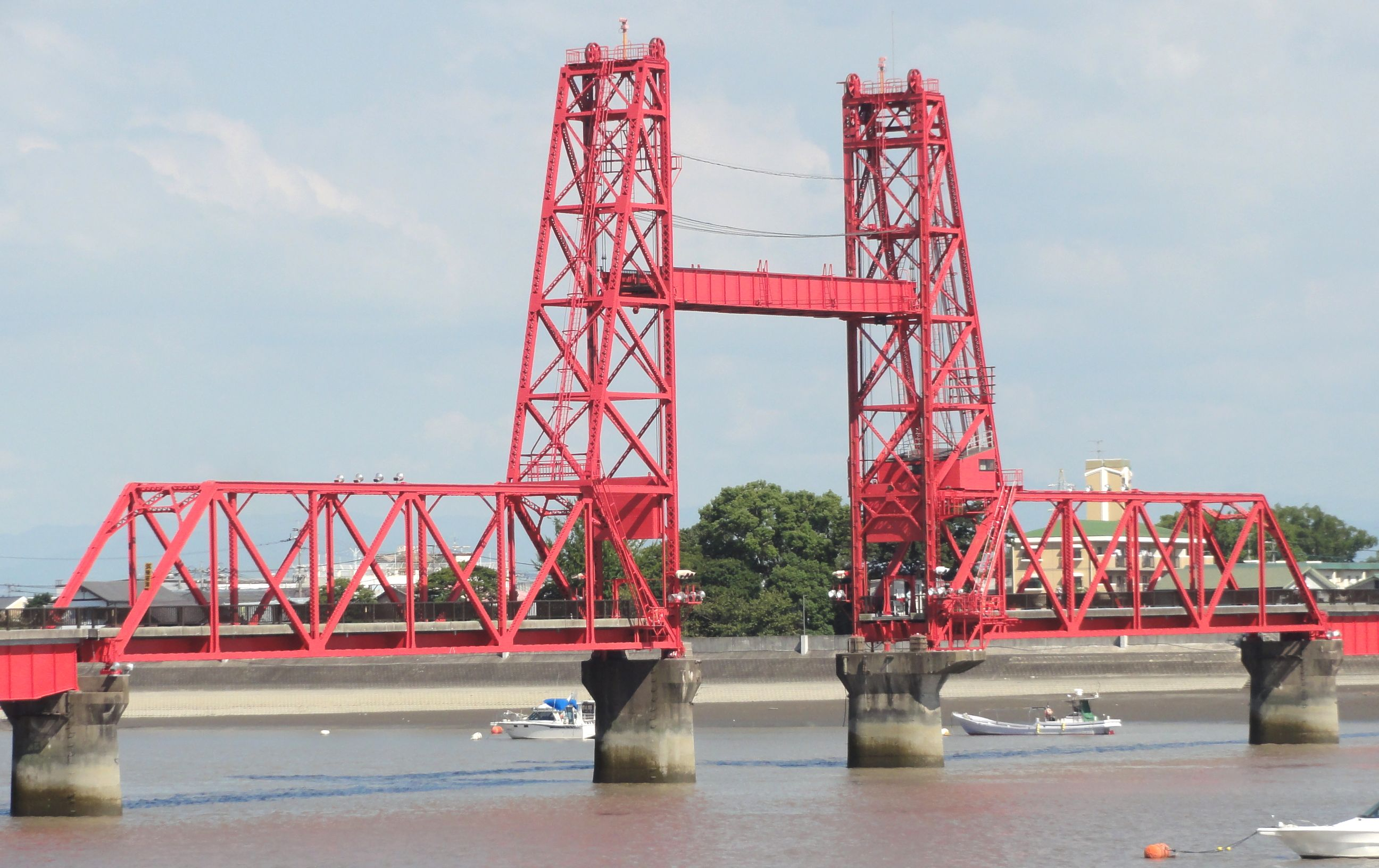
1935年（昭和10年）に完成した筑後川昇開橋。現在は歩行者専用橋となっている。

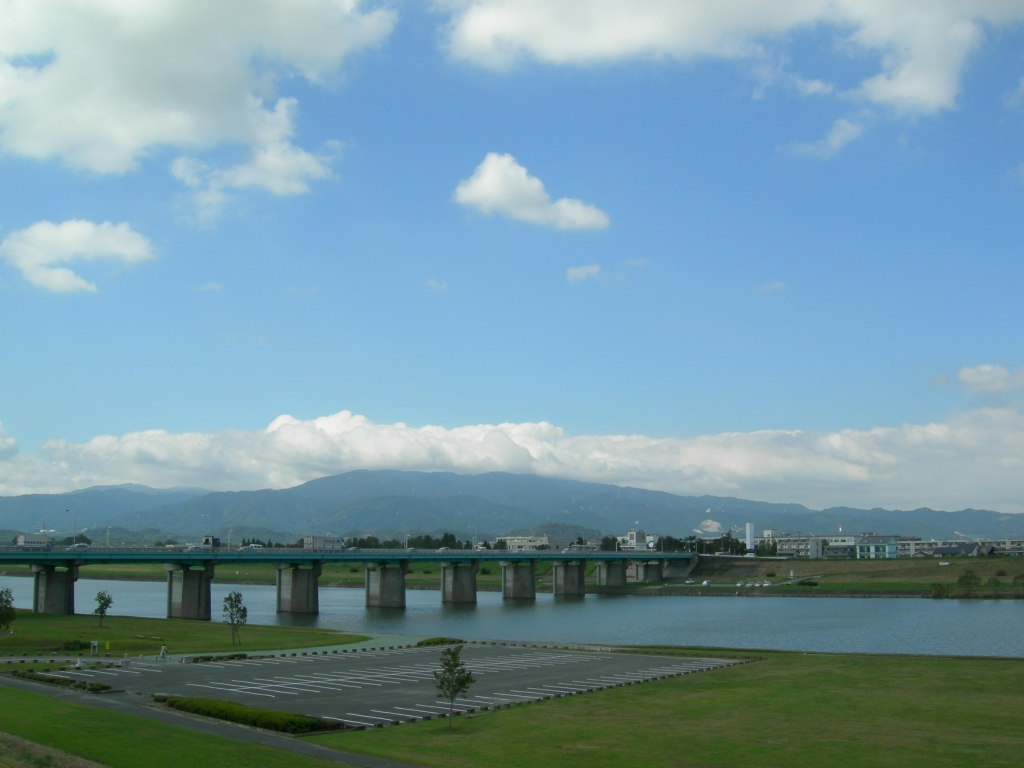
小森野橋。昭和28年西日本水害における筑後川の洪水で流失。その後架け替えられた。

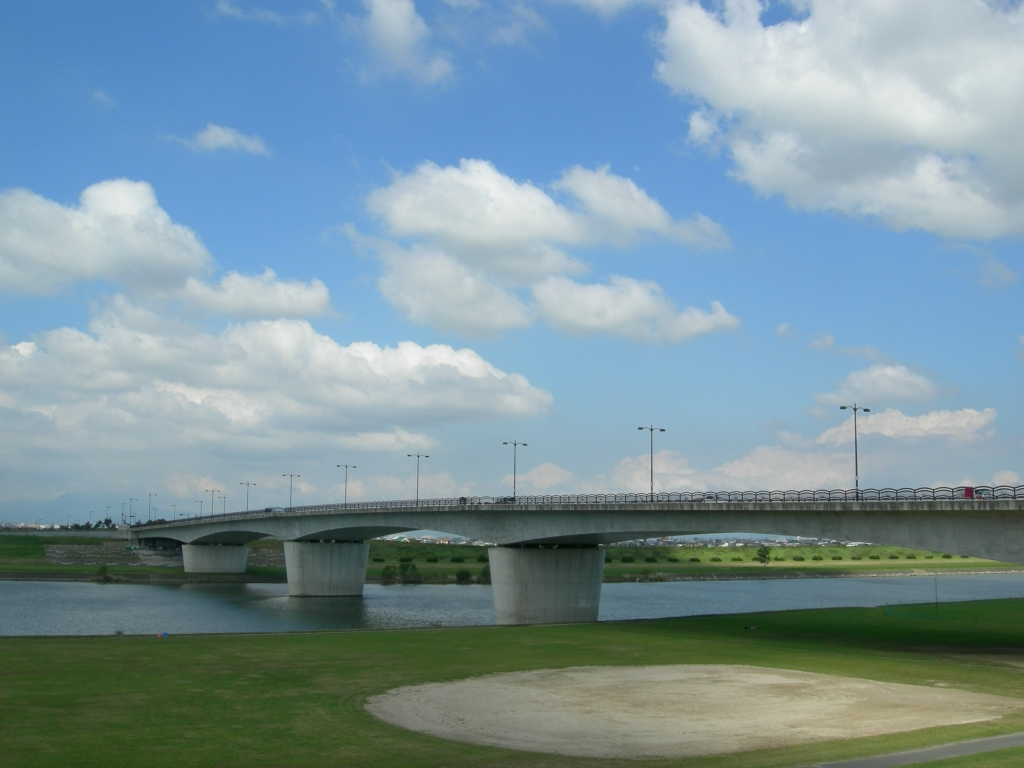
二千年橋。2000年に完成したことから名付けられた。

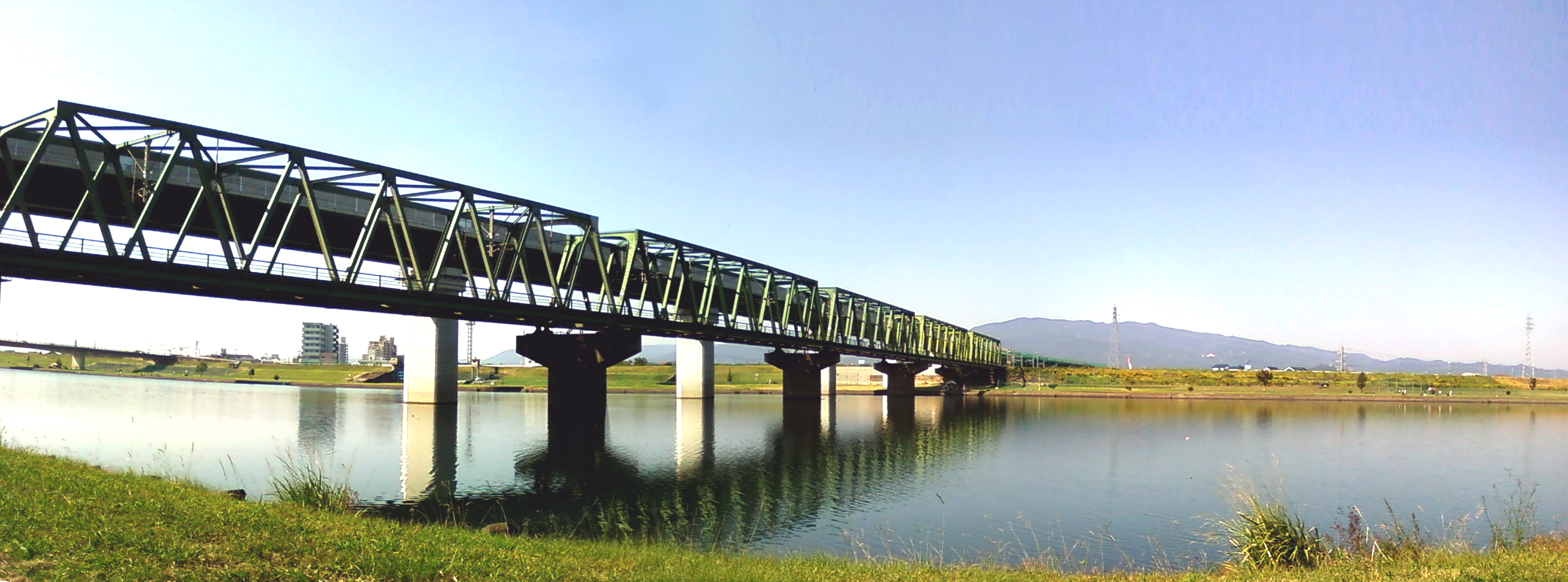
JR鹿児島本線鉄橋と建設中の九州新幹線筑後川橋梁。

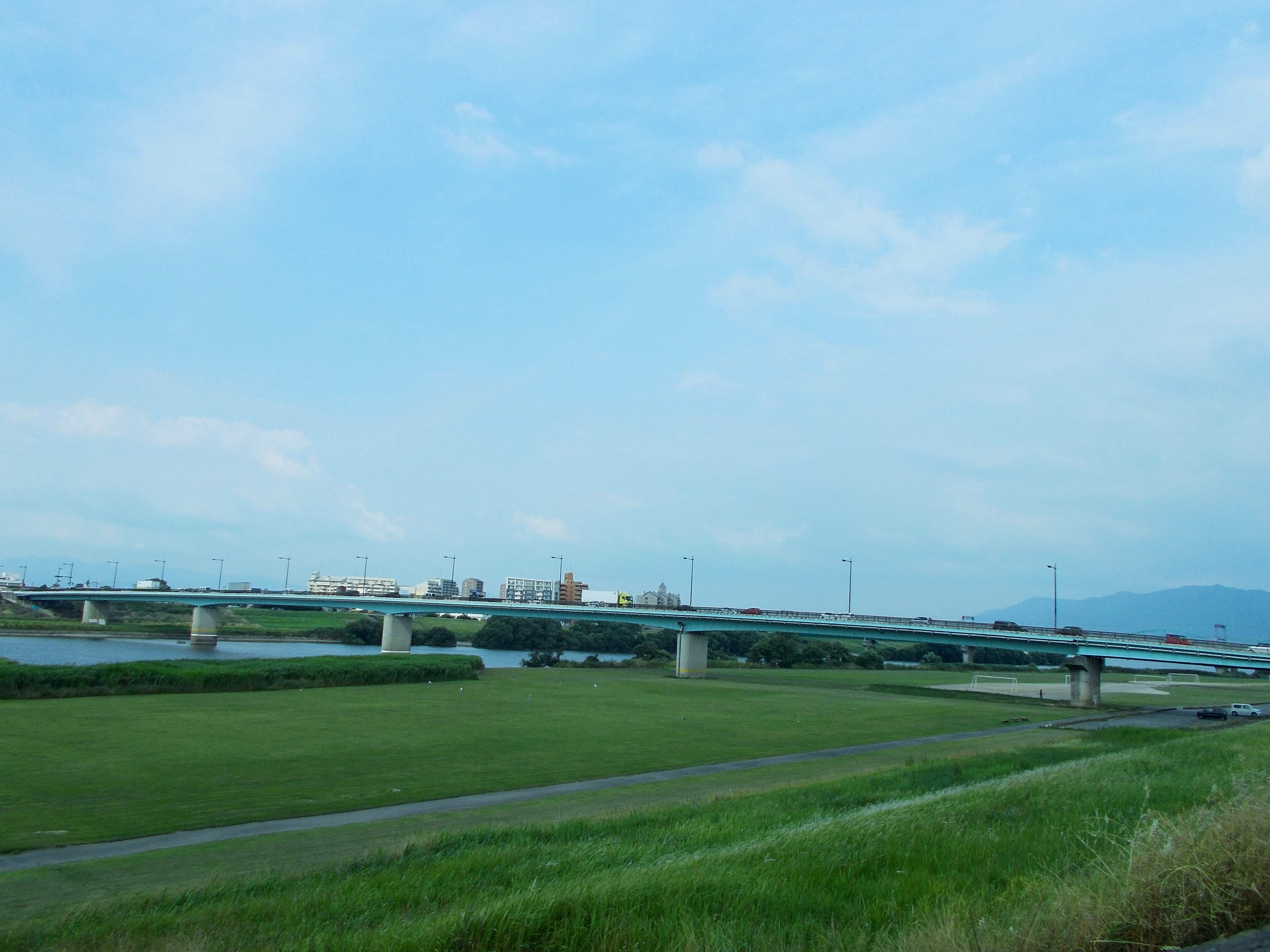
国道3号久留米大橋

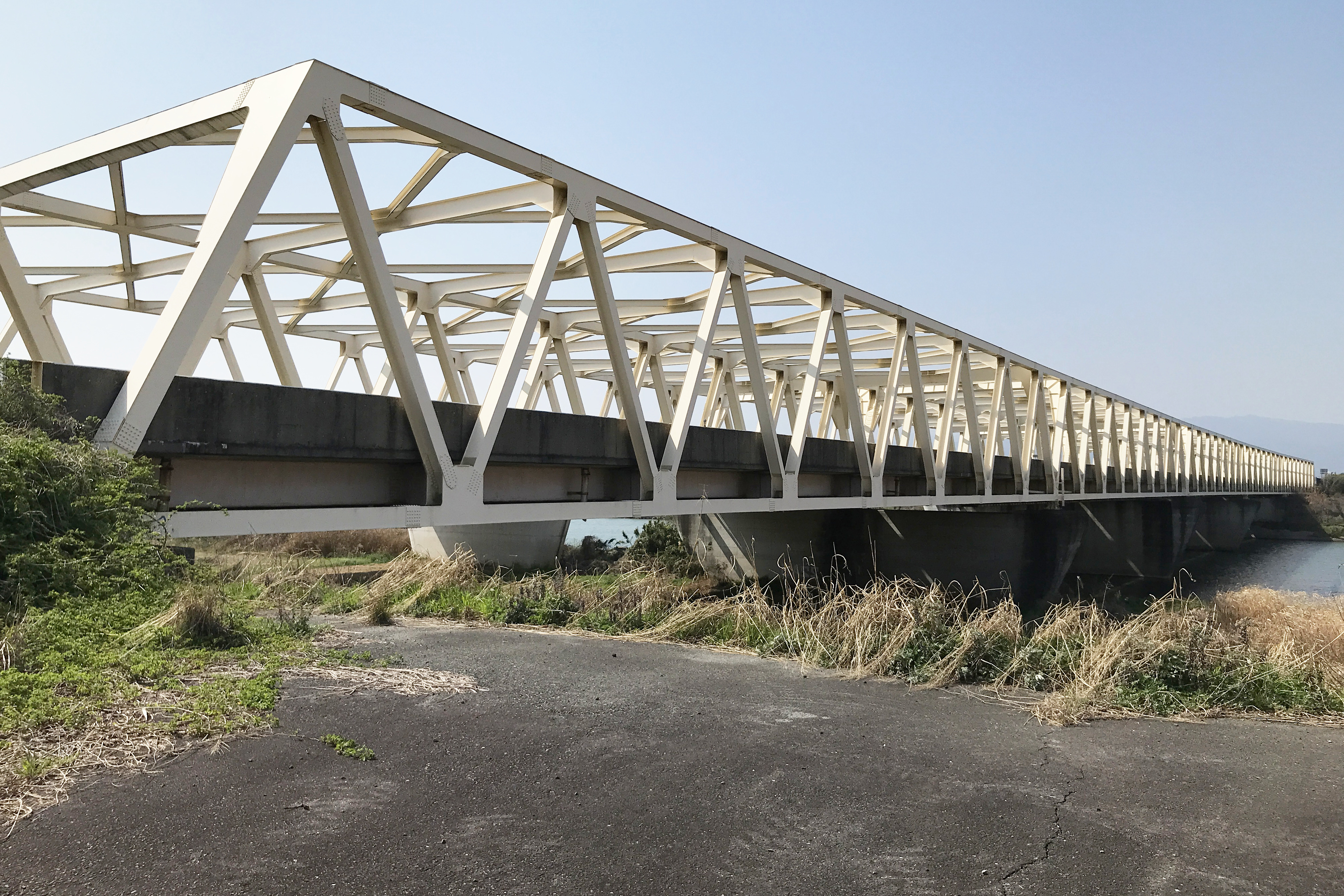
九州自動車道筑後川大橋

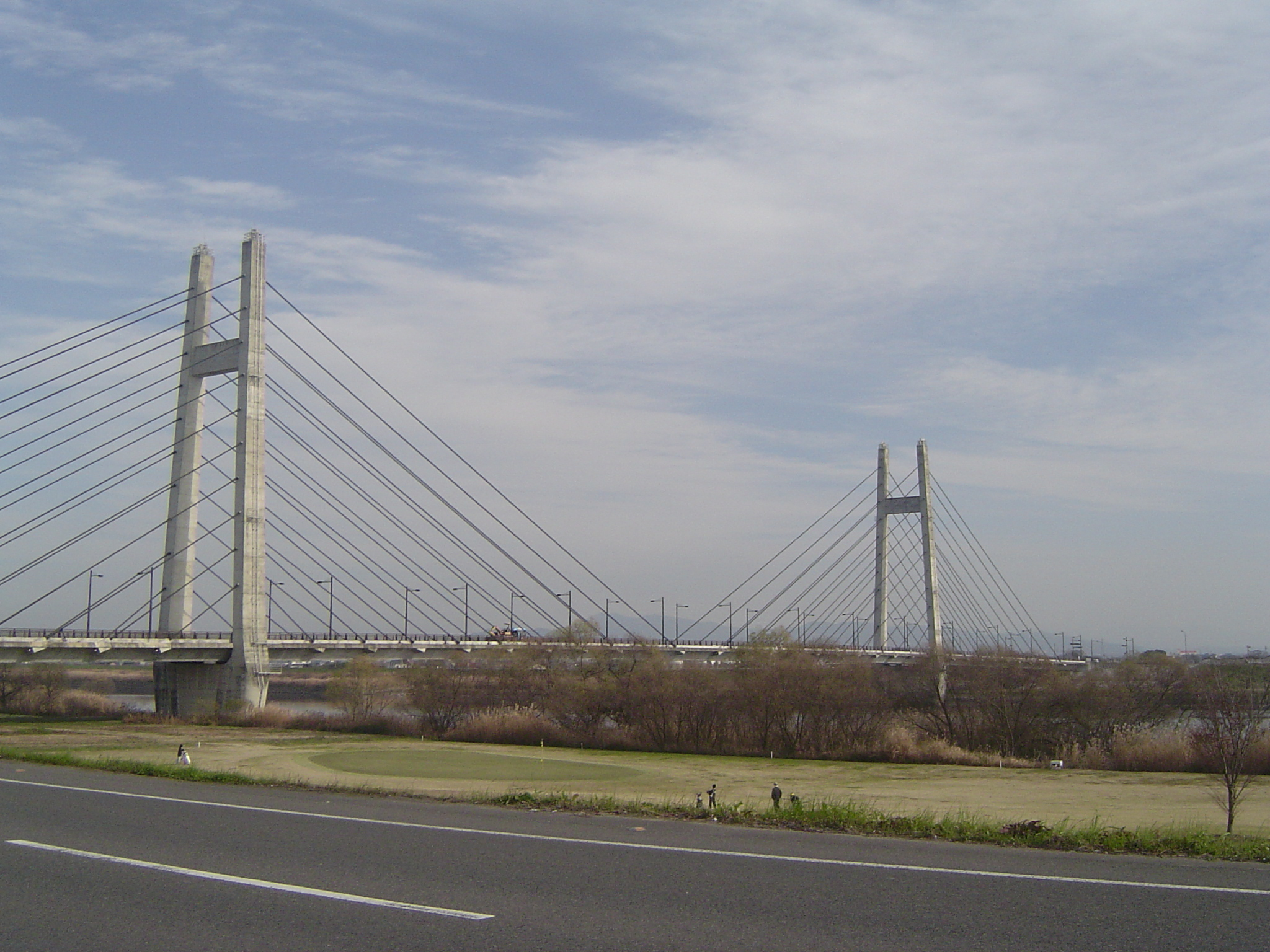
天建寺橋

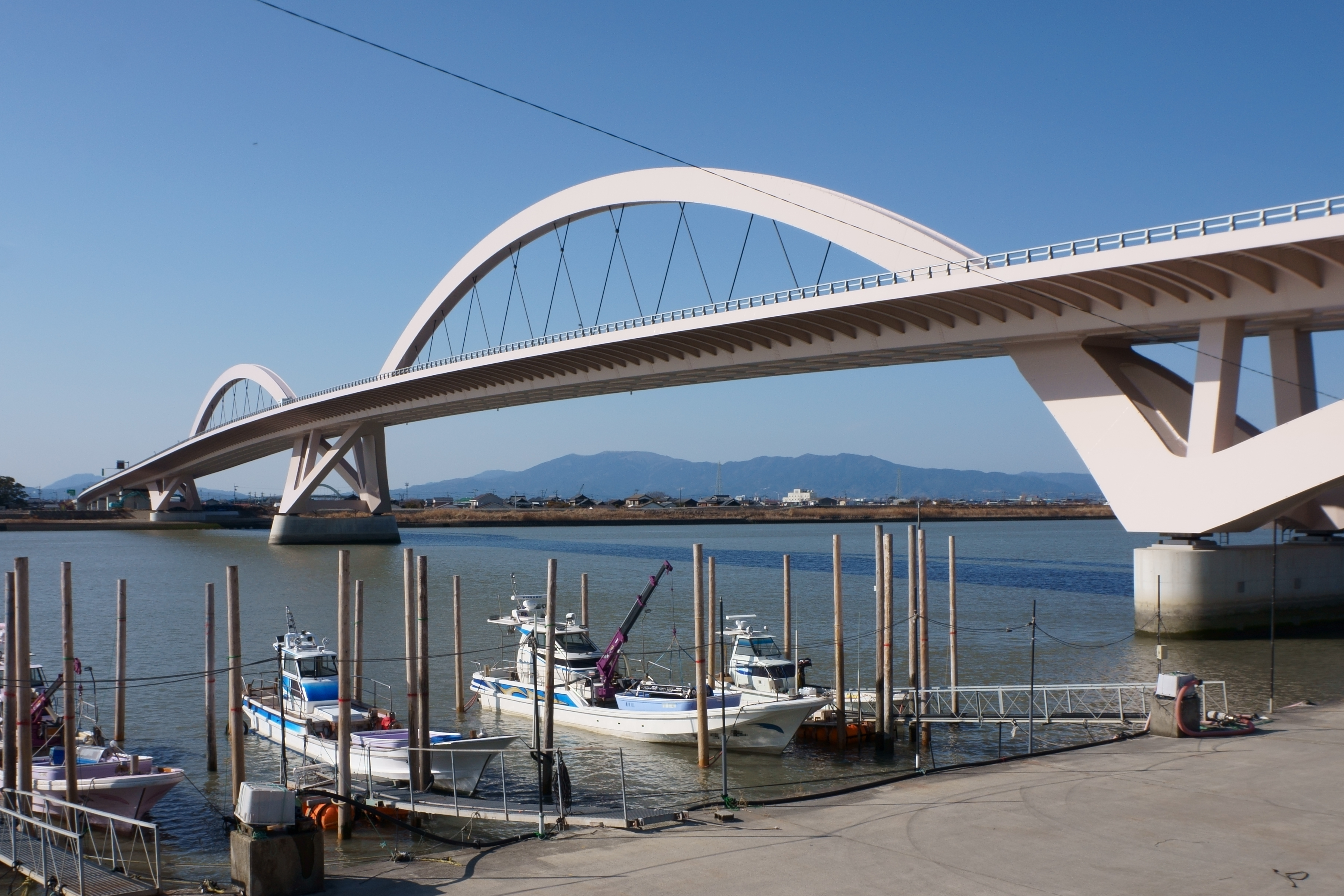
有明海沿岸道路有明筑後川大橋

筑後川は久留米藩（有馬家）、福岡藩（黒田家）、佐賀藩（鍋島家）、柳河藩（立花家）の四藩が境界を接しており、境界争いや水争いなどが頻発して相互の関係は険悪であった。このため藩領防衛の観点により架橋は厳禁とされ、代用交通として水運が発達した。1789年（寛政元年）に編集された「筑後上三郡取調手鑑」には既に19箇所の渡し場が登録されており、その後も増加を続け最盛期には62箇所の渡船場を数える程になった。
また筑後川両岸には天正年間に三潴郡住民である三郎左衛門が開発した大野島が次第に交通の要衝として重視され港湾が整備されるようになった。佐賀藩は現在の佐賀市諸富町に諸富港を築港し、藩の軍事拠点として活用された。また久留米藩は1751年（宝暦元年）に七代藩主・有馬頼徸（よりゆき）の命で上妻郡羽犬塚村（筑後市）の住民を移転させ若津港を築港、農産物を始めとする物資輸送の拠点とした。
若津港築港により発展したのが現在の大川市で、上流の豊後日田から船や筏でスギが運搬され、木材集積地となりは木材加工業が発達。現在でもタンスの主要生産地となっている。この他久留米藩・佐賀藩・柳河藩は筑後川や早津江川沿岸に川筋番所を設置して河川交通の取り締まりを行った。
若津港導流堤は、筑後川の流速を速めることにより堆積する土砂を下流に流して有明海から若津港へ入る航路を維持することを目的として、ヨハニス・デ・レーケの設計により、筑後川下流に設けられた長さ約6,5kmの石組みの導流堤であり、1890年（明治23年）に完成した。若津港導流堤はデ・レーケ導流堤とも呼ばれ、平成20年度（2008年度）に土木学会選奨土木遺産に認定されている。
明治以降も渡し場が続々増加したほか若津港が1922年（大正11年）、諸富港が1923年（大正12年）に内務省令によって指定港湾となった。また漁港も筑後川・早津江川分流点の直上流部より相次いで整備され、ノリやエツなどの漁業拠点として現在も12漁港が存在する。
陸運については1935年（昭和10年）に国鉄佐賀線筑後大川駅と諸富駅間に筑後川昇開橋が竣工し、船舶通過時には橋中央が上方に可動した。その後は筑後川の各所に道路橋が建設され、モータリゼーション発達に伴いその数は増加したが反面渡し船は時代の趨勢に取り残され、続々廃止されて行く。
また、ダムを始めとする河川開発も舟運にも影響を与え、日田から大川へスギを運搬した筏運は夜明ダムの完成で陸上輸送に取って代わった。国道整備などに伴う陸上輸送の発達と相まって渡し舟の衰退に拍車が掛かり、1994年（平成6年）の下田の渡しが廃止されたのを最後に筑後川における渡し舟は消滅した。しかし近年では水運に対する見直しの機運も高まり、筑後川の水運を復活させようという動きも見られている。
一方明治時代以降筑後川における橋梁の建設が盛んになった。当初は国鉄鹿児島本線や佐賀線、西鉄天神大牟田線の鉄道橋が建設され、道路橋は遅れて宮ノ陣橋が1924年（大正13年）に完成した。この宮ノ陣橋は1948年（昭和23年）頃まで西鉄甘木線と共用する道路・鉄道併設の橋梁であった。
これら明治・大正期に建設された橋梁は水害による流失など多様な理由でいずれも架け替えられた。特殊なものとしては先の水運の項で述べた筑後川昇開橋が存在するが1987年（昭和62年）佐賀線廃止の折、水運衰退も相まって撤去が検討された。しかし大川市・佐賀市の陳情によって存続が決まり、現在は一日8回中央部が昇降する歩行者専用橋として利用されている。

### 筑後川本流の主な橋梁

#### 道路橋
掲載対象は国道、高速道路が通過する橋梁または長さが100.0メートルを超える橋梁である。上流より記載する。
| 橋梁            | 供用道路       | 型式           | 左岸所在地                  | 右岸所在地                   | 完成年 | 備考                        |
| --------------- | -------------- | -------------- | --------------------------- | ---------------------------- | ------ | --------------------------- |
| （松原ダム）    | 国道212号      |                | 大分県日田市天瀬町出口      | 大分県日田市天瀬町出口       | 1972年 | ダムと共用                  |
| 千丈橋          | 国道212号      | 桁橋           | 大分県日田市大山町西大山    | 大分県日田市大山町東大山     | 1936年 |                             |
| 恵良橋          | 国道212号      |                | 大分県日田市琴平町          | 大分県日田市大部町           |        |                             |
| 大宮大橋        | 国道210号      |                | 大分県日田市大宮町          | 大分県日田市大部町           |        |                             |
| 三隈大橋        | 国道210号      | トラス橋       | 大分県日田市高瀬本町        | 大分県日田市川原町           | 1953年 |                             |
| 島内橋          | 国道212号      | 桁橋           | 大分県日田市中ノ島町        | 大分県日田市中釣町           | 1960年 |                             |
| 三隈橋          | 県道677号      | 桁橋           | 大分県日田市石井町3丁目     | 大分県日田市亀川町           | 1956年 |                             |
| 夜明大橋        | 国道211号      | トラス・桁複合 | 大分県日田市高井町          | 大分県日田市夜明中町         | 1971年 |                             |
| 関大橋 袋野大橋 | 国道210号      |                | 大分県日田市夜明            | 福岡県うきは市浮羽町三春     | 1993年 | 連続する                    |
| 寿橋            |                | 桁橋           | 福岡県うきは市浮羽町古川    | 福岡県うきは市浮羽町古川     | 1955年 |                             |
| 昭和橋          | 県道52号       | 桁橋           | 福岡県うきは市浮羽町古川    | 福岡県朝倉市杷木池田         | 1928年 |                             |
| 原鶴大橋        | 県道749号      | 桁橋           | 福岡県うきは市吉井町千年    | 福岡県朝倉市杷木志波         | 1959年 |                             |
| 恵蘇宿橋        | 県道511号      | トラス橋       | 福岡県うきは市吉井町八和田  | 福岡県朝倉市山田             | 1955年 |                             |
| 朝羽大橋        | 県道80号       | ガーター橋     | 福岡県うきは市吉井町長栖    | 福岡県朝倉市田中             | 1966年 |                             |
| 両筑橋          | 県道33号       | 桁橋           | 福岡県久留米市田主丸町恵利  | 福岡県朝倉市中               | 1955年 |                             |
| 筑後川橋        | 県道743号      | トラス・桁複合 | 福岡県久留米市田主丸町菅原  | 福岡県大刀洗町守部           | 1931年 |                             |
| 大城橋          | 県道81号       |                | 福岡県久留米市北野町大城    | 福岡県久留米市北野町大城     | 2007年 |                             |
| 神代橋          | 県道53号       | ゲルバー橋     | 福岡県久留米市山川神代2丁目 | 福岡県久留米市北野町石崎     | 1940年 |                             |
| 合川大橋        | 国道322号      |                | 福岡県久留米市東合川9丁目   | 福岡県久留米市宮ノ陣町大杜   | 1988年 |                             |
| 筑後川大橋      | 九州自動車道   | トラス橋       | 福岡県久留米市東合川8丁目   | 福岡県久留米市宮ノ陣6丁目    | 1973年 | 高速道路専用                |
| 宮ノ陣橋        | 県道88号       | 桁橋           | 福岡県久留米市百年公園      | 福岡県久留米市宮ノ陣5丁目    | 1988年 | 当初は甘木線と共用          |
| 久留米大橋      | 国道3号        |                | 福岡県久留米市東櫛原町      | 福岡県久留米市高野1丁目      | 1992年 | 国土交通省直轄              |
| 二千年橋        |                |                | 福岡県久留米市東櫛原町      | 福岡県久留米市小森野4丁目    | 2000年 |                             |
| 小森野橋        | 県道17号       | 桁橋           | 福岡県久留米市小森野町      | 福岡県久留米市小森野1丁目    | 1957年 | 1953年流失                  |
| 長門石橋        | 県道145号      | ラーメン橋     | 福岡県久留米市京町          | 福岡県久留米市長門石1丁目    | 1971年 |                             |
| 豆津橋          | 国道264号      |                | 福岡県久留米市大石町        | 佐賀県みやき町江口           | 1993年 |                             |
| （筑後大堰）    |                |                | 福岡県久留米市安武町武島    | 佐賀県みやき町江口           | 1985年 | 堰管理道路と共用            |
| 天建寺橋        | 県道138号      |                | 福岡県久留米市大善寺町中津  | 佐賀県みやき町坂口           | 1999年 |                             |
| 下田大橋        | 県道133号      |                | 福岡県久留米市城島町浜      | 福岡県久留米市城島町下田     | 1994年 |                             |
| 六五郎橋        | 県道15号       | トラス橋       | 福岡県久留米市城島町城島    | 佐賀県神埼市千代田町迎島     | 1966年 |                             |
| 青木中津大橋    | 国道385号      |                | 福岡県久留米市城島町江島    | 佐賀県神埼市千代田町迎島     | 1982年 |                             |
| 鐘ヶ江大橋      | 県道20号       |                | 福岡県大川市鐘ヶ江          | 福岡県大川市道海島           | 1981年 |                             |
| 諸富橋          | 国道208号      | トラス橋       | 佐賀県佐賀市諸富町大字徳富  | 佐賀県佐賀市諸富町大字諸富津 | 1955年 | 大川橋と同時完成            |
| 大川橋          | 国道208号      | トラス橋       | 福岡県大川市向島            | 佐賀県佐賀市諸富町大字徳富   | 1955年 | 諸富橋と同時完成            |
| 筑後川昇開橋    |                | トラス橋       | 福岡県大川市向島            | 佐賀県佐賀市諸富町大字為重   | 1935年 | 旧佐賀線鉄道橋 歩行者専用橋 |
| 有明筑後川大橋  | 有明海沿岸道路 | アーチ橋       | 福岡県大川市九網            | 福岡県大川市大野島           | 2021年 |                             |
| 新田大橋        | 県道18号       | 桁橋           | 福岡県大川市新田            | 福岡県大川市大野島           | 1973年 | 筑後川最下流                |

#### 鉄道橋
| 橋梁                   | 路線             | 型式     | 左岸最寄駅 | 右岸最寄駅 | 完成年 | 備考 |
| ---------------------- | ---------------- | -------- | ---------- | ---------- | ------ | ---- |
| JR久大本線鉄道橋       | JR久大本線       | トラス橋 | 筑後大石駅 | 夜明駅     | 1931年 |      |
| 西鉄天神大牟田線鉄道橋 | 西鉄天神大牟田線 |          | 櫛原駅     | 宮の陣駅   | 1981年 |      |
| JR鹿児島本線鉄道橋     | JR鹿児島本線     |          | 久留米駅   | 肥前旭駅   | 1977年 |      |
| 九州新幹線鉄道橋       | 九州新幹線       |          | 久留米駅   | 新鳥栖駅   | 2011年 |      |

## 水害
『筑後川五十年史』によると記録に残る筑後川の最も古い洪水は、既述の通り大同元年（806年）大宰府管内の洪水・干ばつで田が荒廃し筑後国の租が1年免除されたというもの。そして、1573年（天正元年）から1889年（明治22年）までの316年間の洪水の記録は183回を数える。
明治から昭和中期の大洪水としては、1885年（明治18年）6月、1889年（明治22年）7月、1914年（大正3年）6月、1921年（大正10年）6月、1928年（昭和3年）6月、1935年（昭和10年）6月、1941年（昭和16年）6月、1953年（昭和28年）6月が挙げられる。ほとんどが梅雨の時期に発生するもので、多くは長雨で水位が上昇する中豪雨に見舞われ洪水に至っている。特に、1889年（明治22年）7月、1921年（大正10年）6月および1953年（昭和28年）6月の洪水は「筑後川の三大洪水」と呼ばれ甚大な被害があった。
干満差の大きい有明海の奥にあり、特に台風が九州の西を通過するとき、南西を向いた河口への吹き寄せで高潮が発生しやすい。この一帯では、『柳河藩誌』『柳河年表』『山門郡誌』に「海嘯」（高潮）の記述のある暴風雨として、1650年9月（慶安3年8月）、1713年9月・10月（正徳3年7月・8月）、1733年9月（享保18年8月）、1772年7月（安永元年6月）、1874年（明治7年）8月などが挙げられる。大正以降では、1914年（大正3年）8月や1927年（昭和2年）9月に福岡県有明海沿岸で高潮が発生している。

## 漁業

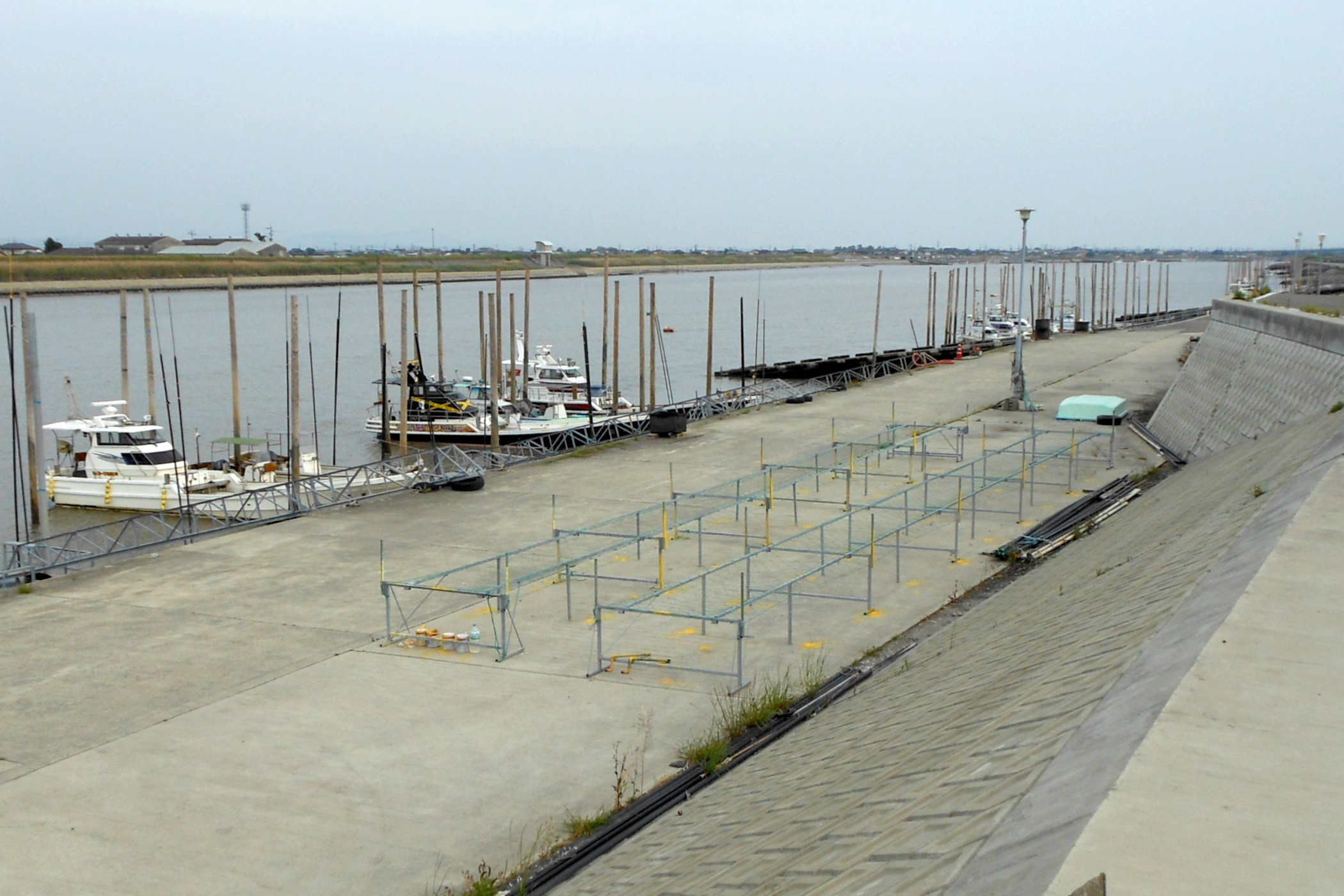
河口付近の分流・早津江川右岸の早津江漁港

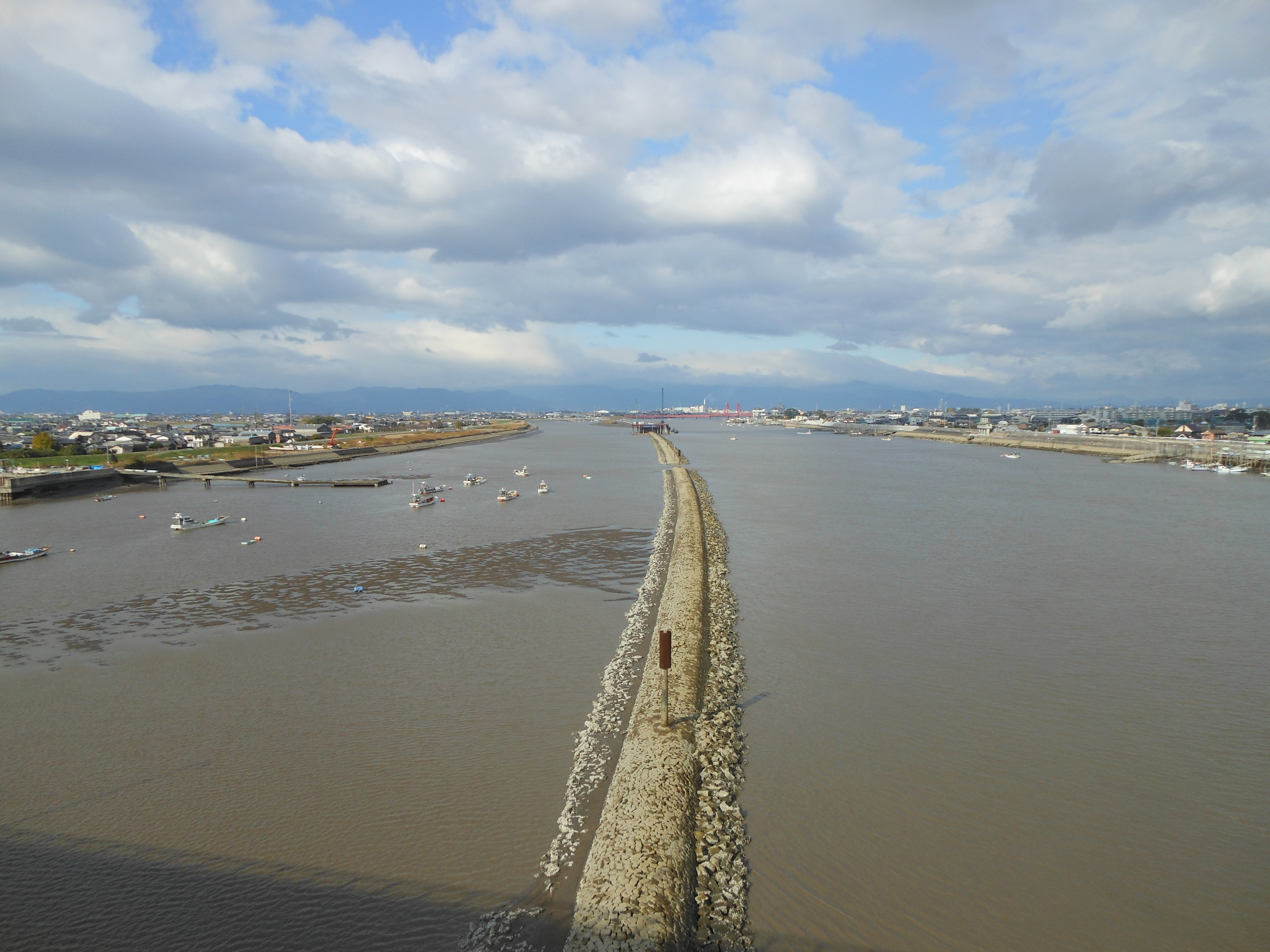
若津港導流堤（筑後川デ・レーケ堤）。ヨハニス・デ・レーケの設計で1890年竣工。最下流部左岸の若津港（大川市）を行き交う船舶の航路確保と、ガタ土の堆積防止を目的に設けられた。土木学会選奨土木遺産に認定。写真は干潮時のもので、左側に桟橋が見える若津港付近には多くの船が停泊している。

筑後川本流・支流における漁業であるが、上流部では主にアユ、コイ、フナ、ハヤが棲息し、特にアユ漁が盛んである。また玖珠川より下流の広範囲に至るまでウナギ漁も行われている。河口部では干潟が広がっており、干満の差が最大6メートルにも及ぶことから広大な面積を有する。
こうした干潟には有明海固有種のムツゴロウを始めシオマネキやトビハゼ、カキ、アサリ、ハマグリなどの貝類も豊富に採ることが出来る。この他固有種としてエツを始めアリアケシラウオ、ハゼクチ、ヤマノカミなども棲息する。1992年（平成4年）から1993年（平成5年）の調査では51種の魚類が確認されたが、2001年（平成13年）の調査では79種類となり種としては増加傾向にある。しかし一部の魚類では絶滅危惧種に指定されているものもある。
このうち2000年（平成12年）に発表された環境省レッドリストで最も絶滅の危険性が高いとされる絶滅危惧種ⅠA類にはアリアケシラウオ・アリアケヒメシラウオ、ニッポンバラタナゴ、ヒナモロコが、ⅠB類にはスジシマドジョウ、タビラクチが指定。筑後川固有種であるエツはⅡ類に指定されている。
エツはニシン目カタクチイワシ科の魚で、日本では有明海及び筑後川下流の感潮区域にほぼ限定して棲息している。筑後川特産の魚として珍重されているが、美味であることから乱獲が進んだこと、及び1985年（昭和60年）に筑後大堰が完成したことによる生息域の変化によってその数が減少し、絶滅の危機に瀕している。筑後川下流域の漁業権を所有する下筑後川漁業協同組合や有明海漁業協同組合連合では稚魚の放流などで対応しているが、効果は乏しい。
この他ムツゴロウやヤマノカミなどの有明海固有種もⅡ類に指定されている。絶滅したものとしては回遊型のカジカ、及び日本住血吸虫症対策の一環で人為的に絶滅させられた非食用のミヤイリガイがある。
こうした筑後川の河川生態系及び漁業保護に対して、河川行政を担う国土交通省は漁業協同組合からの要望を受けてダムや堰の河川維持放流を実施して生態系と漁業資源の保護を行っている。
利根川河口堰（利根川）や長良川河口堰（長良川）などと同様に、筑後大堰建設に際しては計画発表当初から有明海漁業協同組合連合がノリ・エツ漁への重大な影響を懸念して強固な反対運動を展開。
1979年（昭和54年）には組合員が筑後大堰建設予定地に大挙して押しかけ、水資源開発公団関係者を長時間にわたって事務所に「缶詰」にして抗議活動を行うなどした。しかし翌年の筑後川水害を契機に建設容認へ転換するも、有明海沿岸の漁業保全対策を公団や所管する建設省に要望した。
建設省（国土交通省）はこうした漁業協同組合の要望に沿う形で、管理する松原ダム（筑後川）・下筌ダム（津江川）からエツやアユ漁のシーズン、及び渇水によるノリ色落ちの可能性がある場合に漁協の要請があった時に放流を行い、漁業の円滑化とノリの品質保持を図る方針を取った。
この放流事業は筑後大堰のほか、九州電力が管理する発電用ダムである大山川ダム・夜明ダム（筑後川）においても国土交通省の指示により連携した放流が行われ、現在においても漁協の要請によって継続的に実施されている。
こうした官民一体の施策によって筑後川の河川生態系と漁業資源保護が図られるようになったが、密漁対策や水質汚濁対策なども課題となっており絶滅危惧種の個体数回復までにはまだ遠い状況である。

## 生態系

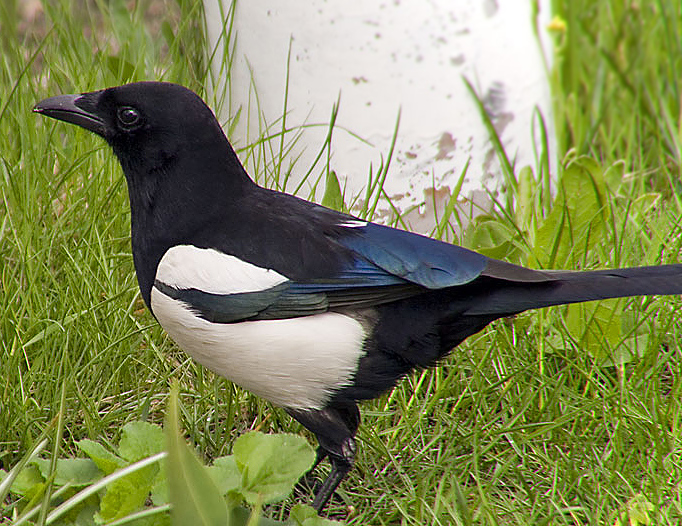
カササギ。福岡県・佐賀県の筑後川流域にほぼ限定して棲息しており、国の天然記念物に指定。また佐賀県の県鳥でもある。

筑後川流域の生態系について植生及び鳥類・哺乳類・両生類、昆虫などの生息状況は建設省が行った「河川水辺の国勢調査」に詳しい内容が記載されており、「筑後川水系河川整備基本方針」におけるデータはほぼ「国勢調査」より引用している。
植生について、まず森林面積については水系内面積のほぼ半分を占めているが、その70パーセントはスギを筆頭とした針葉樹林である。特にスギは日田市を中心に「日田スギ」として美林で知名度が高く、伐採されたスギは江戸時代より水運にて下流に運搬されて現在の大川市へと送られ、特産であるタンスの原材料として今なお利用されている。
一方で広葉樹林や竹林については面積が少なく、かつ減少傾向にある。河川敷における植生は上流から中流においては主にヤナギとその亜種が分布し、中流域では外来種であるセイタカアワダチソウやセイヨウアブラナも広く分布している。下流では抽水植物であるヨシ、マコモが、河口では塩生植物であるシオクグなどが群生している。なお、オニコナスビやキエビネなど一部の種類は絶滅危惧種ⅠB種に指定されている。
鳥類では上流にヤマセミ、カワセミやカワガラスといった種が渓流沿いに棲息、中流ではコアジサシなどが、そして下流においては国の天然記念物であるカササギを始めオオヨシキリなどが棲息している。シギ、チドリ、カモ、カモメ類も中流から下流域に掛けて多種が棲息する。
このうち絶滅危惧種にはⅠA類にコシャクシギ、ⅠB類にクマタカとツクシガモ、セイタカシギが指定されており、Ⅱ類もコアジサシなど数種類が指定されている。2000年（平成12年）における筑後川流域に棲息する鳥類の数は103種類であった。動物では中流域より上流に掛けてキツネが棲息しているほか、上流ではテンやイノシシが棲息している。両生類ではオオサンショウウオも棲息している。
昆虫類では上流部の森林地帯にヒラタクワガタなど甲虫類、蝶類が分布。ニシカワトンボなど渓流を好むトンボも多い。中流部より下流ではバッタやテントウムシ、カメムシなどごくありふれた昆虫類やコガネグモなどのクモ類が多い。
筑後川流域における昆虫類は2001年（平成13年）調査で1,017種が確認され、中にはグンバイトンボ、ベニイトトンボ、ツマグロキチョウといった絶滅危惧種Ⅱ類、ワスレナグモやフクロクヨコバイといった準絶滅危惧種も確認されている。
魚類ではコイ科の外来種のソウギョやハクレンが定着していることが知られている。

## 景勝地・観光

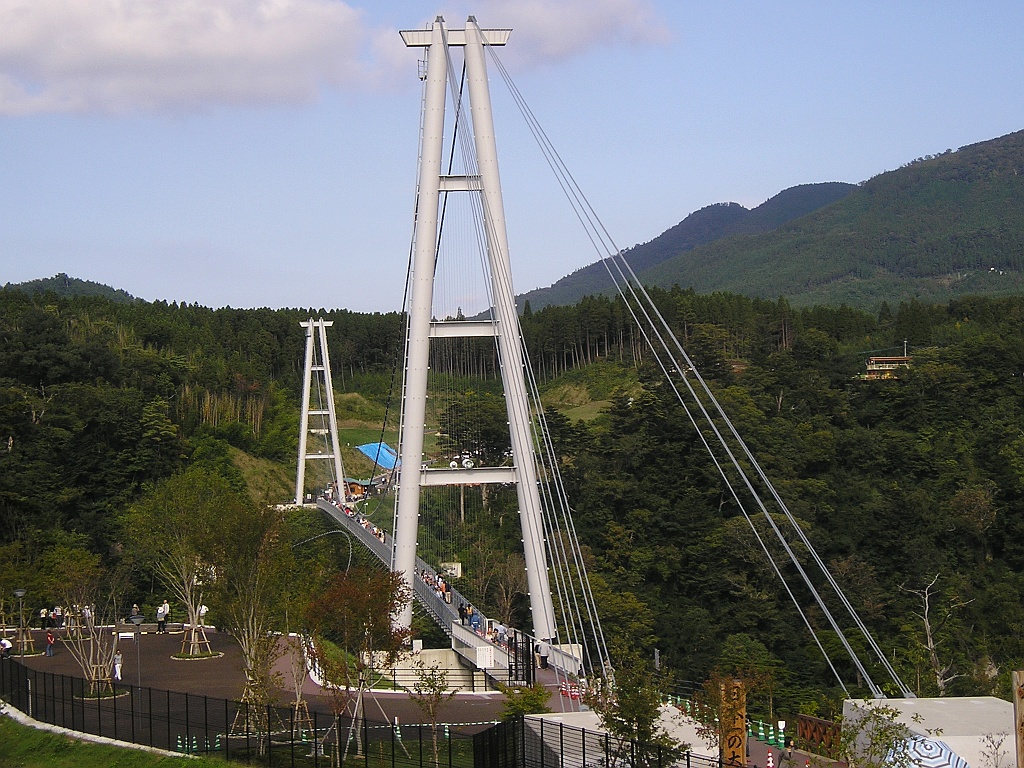
九重"夢"大吊橋。日本最大の歩行者専用吊橋。

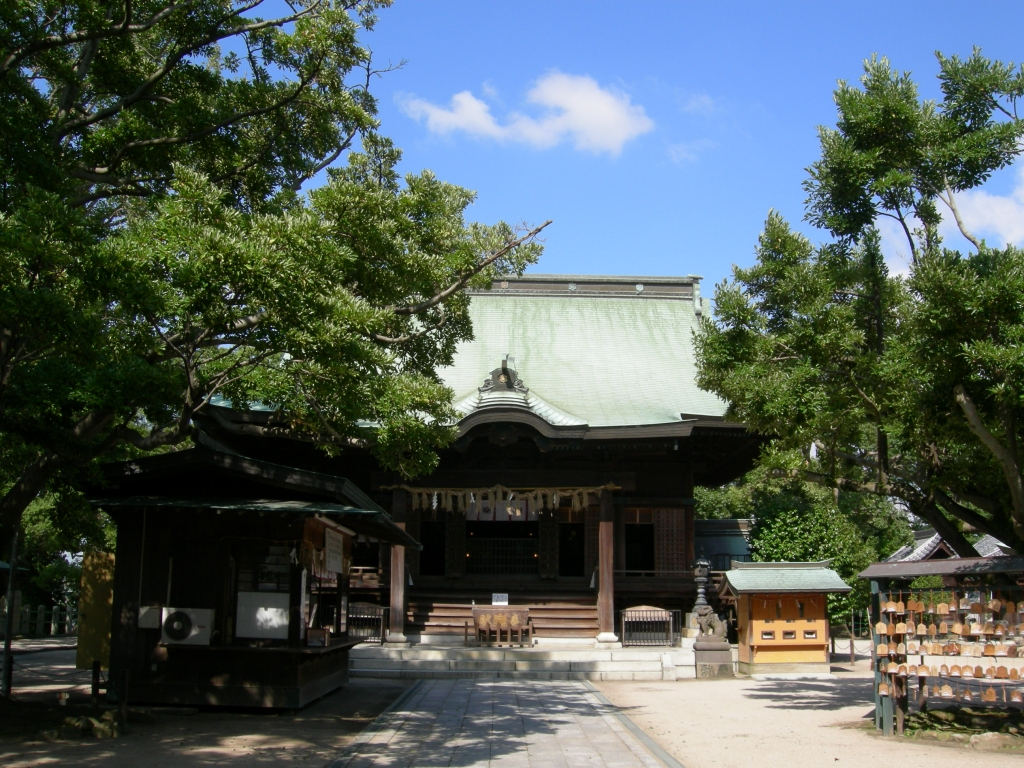
久留米市にある水天宮。真木保臣がここより出て、幕末の動乱に身を投じた。

筑後川流域には景勝地や観光スポットが多いが、その大半は上流部に集中している。
上流域は阿蘇くじゅう国立公園や耶馬日田英彦山国定公園の指定区域になっている流域も多く、阿蘇熔岩や安山岩を削って形成された九酔渓（玖珠川）や杖立渓谷・夜明渓谷（筑後川）といった渓谷もある。九酔渓には日本の滝百選にも選ばれている震動の滝のほか、2006年（平成18年）には九重"夢"大吊橋が完成した。歩行者用吊橋としては茨城県にある竜神大吊橋（常陸太田市）を抜いて日本一の高さを有する吊橋となり、新たな観光名所となっている。
また紅葉の名所も多く、九酔渓のほか梅林湖と蜂の巣湖は人造湖と紅葉のコントラストが美しく、梅林湖では水上バスも運行している。このためシーズンになると国道210号、国道212号は渋滞を起こす。また大分県・福岡県境の夜明ダム湖はサクラの名所としても知られ、カヌーの練習場としても使用される。うきは市には名水百選に選ばれた清水湧水がある。
また筑後川流域は、阿蘇山の火山活動に伴い噴出した温泉が数多くあり、多くの湯治客や観光客が訪れる。主な温泉として黒川温泉、杖立温泉、日田温泉、原鶴温泉、筑後川温泉が本流沿いに、玖珠川沿いには天ヶ瀬温泉があり知名度が高く、観光客も多い。このほかにも大小様々な温泉が存在する。こうした温泉と共に発展した名物として筑後川の観光遊船がある。
特に日田温泉、原鶴温泉、筑後川温泉の遊船が知られており、歴史としては安土桃山時代末期より始まったと伝えられる日田市、三隈川の遊船が最も古い。続いて原鶴の遊船が古く、筑後川温泉の遊船が最も新しい。これらの遊船はそもそも鵜飼より始まり、毎年5月のアユ漁解禁に合わせて鵜飼が始まると同時に観光の一環として遊船が繰り出されたものである。日田・原鶴・筑後川の三温泉では晩春から初夏より筑後川に多くの屋形船が浮かび、涼を求める多くの観光客が乗船する。また、毎年8月には「西日本最大級」とも称される筑後川花火大会が久留米市で開催され、2万発近くの花火が打ち上げられる。
観光地としては先に述べた景勝地・温泉のほか日田市の咸宜園や高塚愛宕地蔵尊、亀山公園が上流域に、「小京都」秋月や朝倉三連水車（朝倉市）、うきは市の百年公園や耳納山地沿いに広がるぶどう園が中流域にある。久留米市には幕末に尊王攘夷運動に身を投じ、禁門の変で自刃した真木保臣を輩出した久留米水天宮や高良大社、石橋文化センターなどの文化施設がある。
佐賀県神埼市と神埼郡吉野ヶ里町の境、城原川と田手川沿いには吉野ヶ里遺跡があり、この地も多くの観光客で賑わう。特産品としては久留米絣のほか小石原焼、秋月焼、小鹿田焼（おんだやき）、高取焼といった陶芸品、大川市のタンス、八女市から耳納山地に掛けて栽培される八女茶などがある。

## 筑後川に関連する人物
- 田中吉政 - 筑後国柳河藩主。筑後川の治水を最初に手掛ける。
- 有馬豊氏 - 筑後国久留米藩主。安武堤防を建設する。
- 成富茂安 - 肥前国佐賀藩重臣。千栗堤防建設を始め筑後川の治水・利水事業を手掛ける。武田信玄、加藤清正と並ぶ中世日本土木史の先駆者。
- 丹羽頼母 - 筑後国久留米藩家老。大石堰建設の総指揮を執り、袋野堰建設を援助するなど筑後川南岸の灌漑事業に貢献。
- 室原知幸 - 松原ダム・下筌ダム反対闘争である「蜂の巣城紛争」のリーダー。公共事業と基本的人権の整合性を世に問い、日本の河川行政の転換に大きな影響を与えた。

## 年表
- 1601年（慶長6年）
  - 柳川藩主の田中吉政が瀬ノ下の新川開削（1601年～1604年）[16]
- 1624年（慶長6年）
  - 佐賀藩の成富兵庫茂安が千栗堤防を築造（1624年～1634年）[16]
- 1626年（慶長6年）
  - 久留米藩が安武堤防を築造（1626年～1641年）[16]
- 1874年（明治7年）
  - 8月27日（または8月19日） - 高潮を伴う暴風雨により、下流域で家屋や田畑などに大きな被害。当時の三潴県内では圧死者391人、溺死者367人、家屋全壊（倒家）1万8902戸、家屋半壊（半倒）4429戸、流出283戸[17][18][19][20][注釈 16]。
- 1889年（明治22年）
  - 7月 - 梅雨の大雨で洪水が発生し、死者が日田で18日、久留米で52人、家屋被害が日田で8,460戸、久留米で48,908戸（筑後川3大洪水）[21]
- 1921年（大正10年）
  - 6月 - 梅雨の大雨で洪水が発生し、家屋被害11,620戸（筑後川3大洪水）[21]
- 1935年（昭和10年）
  - 6月28日 - 集中豪雨により水位が上昇。久留米市内では約1万戸が浸水した[22]。同月30日には堤防の決壊が相次ぎ被害が拡大した。
- 1943年（昭和18年）
  - 10月9日 - 佐賀市諸富町の渡し船（諸富渡船）で修学旅行帰りの旧赤松国民学校（現・赤松小）の児童を乗せた船が転覆[23]。児童6人が死亡し、教師の副田美代次が殉職（のちに顕彰碑を建立）[23]。
- 1953年（昭和28年）
  - 6月 - 梅雨の大雨で洪水が発生し、死者147人、流出全半壊12,801戸、床上浸水49,201戸、 床下浸水46,323戸、破堤等122箇所（筑後川3大洪水）[24]
- 1978年（昭和53年）
  - 昭和53年渇水（水道用水・農業用水・工業用水の取水制限、水道用水の取水制限は287日にわたり実施）[16]
- 1994年（平成6年）
  - 平成6年渇水（水道用水・農業用水・工業用水の取水制限、水道用水の取水制限は320日にわたり実施（福岡市では295日））[16]
- 2020年（令和2年）
  - 2020年7月7日集中豪雨で筑後川の上中流部（大分県日田市）で氾濫が発生した[25]。
  - 2020年7月8日午前1時00分、筑後川上中流部に 河川氾濫情報が発表 された。